# Primer gobierno de Ramón Castilla
El primer gobierno constitucional de Ramón Castilla en el Perú empezó el 20 de abril de 1845 y terminó el 20 de abril de 1851. Con este gobierno se inició la etapa de historia republicana peruana que el historiador Jorge Basadre ha denominado como «el apogeo republicano», que se extendería hasta mediados de los años 1860. Fue también el primer gobierno republicano del Perú que culminó su periodo constitucional establecido.
Durante los seis años que duró lo que sería su primer gobierno, Castilla organizó al país y realizó muchas obras en todos los campos, con el respaldo de las rentas producidas por la riqueza guanera, cuyas entradas a partir de 1849 representó un rubro preponderante en las arcas fiscales. 
En el plano económico inició el ordenamiento financiero con la puesta en práctica del régimen presupuestal, así como el pago de las deudas interna y externa. El pago de la deuda interna, conocida con el nombre de Consolidación, acarrería en el gobierno siguiente el primer caso de mega corrupción de la historia peruana. El pago de la deuda externa, contraída desde el inicio de la República principalmente con Inglaterra, la antigua Gran Colombia y Chile, se concluyó en el gobierno siguiente y ayudó a cimentar la confianza internacional en el país.
En el plano político interno, Castilla promovió la reconciliación nacional después de un largo periodo de guerras y revoluciones, y se esforzó en realizar un gobierno de unidad, convocando a sus rivales políticos para que colaboraran con su gobierno. Entre ellos figuraban el escritor Felipe Pardo y Aliaga y el general José Rufino Echenique. No hubo rebeliones ni intentonas golpistas de importancia, a excepción de la protagonizada por el general José Félix Iguaín. Al finalizar su gobierno, no intentó prorrogarse en el poder y convocó las elecciones de 1850, que fue el primer proceso electoral verdadero de la República, tras casi 30 años de iniciada esta.
En el plano internacional, organizó el cuerpo diplomático y consular de la República; condenó todo intervencionismo de las potencias europeas en América; y reunió en Lima el primer Congreso Americano de representantes diplomáticos del continente, retomando así el ideal americanista propugnado por Bolívar. Denunció la Expedición Floreana organizada desde Europa por Juan José Flores para establecer una monarquía en Sudamérica encabezada por un príncipe borbón, denuncia que contribuyó a su desmantelamiento. Con Bolivia, gobernada entonces por José Ballivián, enemigo personal de Castilla, hubo disputas de tipo económico y una amenaza de guerra en 1847, pero finalmente se firmó un tratado comercial que calmó momentáneamente los ánimos.
En defensa, se modernizó al Ejército: se adquirieron fusiles de percusión (en reemplazo de los viejos fusiles de chispa), cañones de mayor calibre y nuevas unidades navales, y se fundó la Factoría Naval de Bellavista. Como muestra del poderío naval alcanzado, el gobierno envió en 1848 al bergantín Gamarra, hacia las costas de San Francisco en California, para que protegiera a los inmigrantes peruanos atraídos por la fiebre del oro. También se inició el desarrollo de la Amazonía, territorio muy descuidado desde la época colonial. 
En el plano educativo se dio el primer Reglamento de Instrucción Pública de la historia republicana del Perú, se fundaron colegios y se mejoraron los ya existentes, y empezó un auge de la enseñanza superior, representado por el Convictorio de San Carlos, el Colegio Guadalupe, el Colegio de la Independencia (antiguo Colegio de Medicina de San Fernando y luego Facultad de Medicina de la Universidad de San Marcos) y el Seminario de Santo Toribio.  
El Perú entró entonces en una etapa de paz y progreso interno, así como de poderío y prestigio internacional, lo que se reflejó en su desarrollo material e intelectual. Fue en este periodo en que se construyó el ferrocarril de Lima al Callao, que fue el primer ferrocarril del Perú y de Sudamérica; se adoptó el primer telar mecánico y la primera fábrica de papel; se implantó el alumbrado a gas; se empezó la construcción del Mercado Central de Lima, en reemplazo de los anticuados e insalubres mercadillos de la época colonial; y por iniciativa privada, se fundaron fábricas para abastecer al mercado nacional de tejidos y de otras industrias menores, como velas, cristales y fósforos. Numerosas obras públicas se realizaron también en el interior del país y en los principales puertos. 
En el plano intelectual, destacaron los debates ideológicos entre el liberal Colegio Guadalupe y el conservador Convictorio de San Carlos, que se trasladaron al Congreso, destacando muchos oradores que enriquecieron así el debate político. Destacaron los debates sobre el voto de los indígenas y la elección de los obispos.

## Antecedentes

### La revolución constitucionalista de 1843-1844
Antes de la llegada de Ramón Castilla al poder, el Perú se debatía en una anarquía militar, desatada luego de la muerte del presidente Agustín Gamarra en la batalla de Ingavi, el 18 de noviembre de 1841, en plena guerra contra Bolivia. El sucesor de Gamarra fue Manuel Menéndez, por ser el presidente del Consejo de Estado (cargo equivalente a vicepresidente), pero fue derrocado en 1842, sucediéndose entonces una serie de gobiernos militares efímeros.

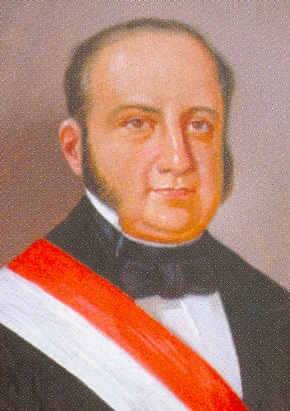
El objetivo de la revolución constitucional de 1843 fue la restitución en el poder de Manuel Menéndez, por ser el sucesor legítimo del presidente Agustín Gamarra muerto en la batalla de Ingavi en 1841.

En 1843 se impuso el general Manuel Ignacio de Vivanco, que estableció el gobierno de facto del Directorio, de corte conservador. Pero ello no puso fin a las guerras de facciones. El denominado «bando constitucional» se propuso restablecer el imperio de la Constitución de 1839, y reponer a la autoridad legítima, es decir, a Manuel Menéndez. Este bando constitucional lo encabezaban los generales Domingo Nieto y Manuel de Mendiburu, a los que se  sumó después el general Ramón Castilla.
La «revolución constitucionalista» empezó en Tacna el 17 de mayo de 1843. Las primeras victorias de los constitucionales se obtuvieron en Pachía, cerca de Tacna, el 29 de agosto de 1843 y en San Antonio, cerca de Moquegua, el 28 de octubre. Se constituyó el 3 de septiembre de ese año una Suprema Junta de Gobierno Provisorio la República en el Cuzco, presidida por Domingo Nieto e integrada por el general Ramón Castilla, el coronel Pedro Cisneros, el doctor José M. Coronel Zegarra y el coronel de la guardia nacional Nicolás Jacinto Chocano. Tras el fallecimiento repentino de Nieto el 17 de febrero de 1844, pasó a presidir la Junta el general Castilla, y se sumó como nuevo miembro el general José Félix Iguaín. Posteriormente, la Junta quedaría reducida a Castilla, Iguaín y el general Miguel de San Román.
Vivanco marchó personalmente contra los revolucionarios, dejando en Lima al prefecto Domingo Elías. Avanzando desde Ica, se dirigió al frente de sus fuerzas sobre Ayacucho. Castilla, desde el Cuzco, le salió al encuentro pero Vivanco hizo una serie de movimientos esquivando a su rival, hasta llegar a Arequipa donde decidió defenderse, alentado por el apoyo del pueblo arequipeño. Castilla lo persiguió hasta allí y la batalla final se hizo inminente.
Mientras tanto, en Lima, el prefecto Elías se alzaba contra el gobierno de Vivanco y se arrogaba el mando supremo, al considerar que los pueblos se habían hastiado de las guerras civiles y que ansiaban la paz. Elías anunció que se mantendría en el poder hasta la instalación de un Congreso que restituyese la legalidad, y envió comisionados ante Castilla y Vivanco para invitarles a deponer las armas. Pero no recibió respuesta, y más bien, desde Huancayo, avanzaron sobre Lima las fuerzas vivanquistas comandadas por José Rufino Echenique. Elías organizó entonces la defensa de la capital. Pero el esperado ataque de Echenique no se produjo porque Felipe Pardo y Aliaga le avisó que Vivanco y Castilla se preparaban para un encuentro definitivo cerca de Arequipa, por lo que Echenique, entendiendo que era inútil continuar la lucha cuando la guerra se iba a definir en otro campo, suspendió su avance. A todo ese lapso en que la capital vivió alarmada por un inminente ataque se conoce como la Semana Magna.
En efecto, tal como lo advirtió Pardo y Aliaga, la batalla final se dio cerca de Arequipa. Los constitucionalistas de Castilla se enfrentaron a las fuerzas directoriales de Vivanco en la batalla de Carmen Alto, el 22 de julio de 1844. Vivanco fue completamente derrotado.

### Gobierno de Manuel Menéndez
Tras un corto interinato de Justo Figuerola, el 7 de octubre de 1844 fue restablecido en el mando Manuel Menéndez. Por su parte, Castilla declaró en receso a la Suprema Junta que había presidido durante la revolución, entregó sus tropas y se alejó del mando. A decir del historiador Jorge Basadre, Menéndez realizó una administración ejemplar. Se esforzó en lograr la reconciliación entre los partidos y en recuperar el calamitoso estado de la hacienda nacional. Pero su principal misión fue hacer el traspaso constitucional del poder a través de elecciones generales.

## Elecciones de 1845
En esos años, las elecciones eran indirectas, por medio de colegios electorales. Figuerola ya había dado un decreto para que los colegios electorales hicieran nuevas elecciones para presidente de la República, senadores, diputados y otras autoridades. El Congreso debía instalarse el 9 de diciembre de 1844, pero cómo no llegaron a reunirse todos los colegios electorales, Menéndez dio el 14 de diciembre un decreto a fin de que las autoridades agilizaran la reunión de esos colegios para hacer la elección de los representantes ante el Congreso; éste, que tendría el carácter de Extraordinario, se reuniría para hacer el escrutinio de la elección presidencial y proclamar al nuevo presidente de la república. 
Indiscutiblemente, el candidato a la presidencia que contaba con el favor popular era el general Ramón Castilla, veterano de la guerra de la independencia y triunfador en Pachía, San Antonio y Carmen Alto de la reciente guerra civil. Domingo Elías presentó también su candidatura, en representación de los civiles, esperando contar con el apoyo del norte. Pero los militares tenían entonces mucho más poder y carisma en la población, mientras que los políticos civiles, los "hombres de levita y frac", todavía eran una minoría. De modo que el triunfo de Castilla fue categórico.
El Congreso se instaló el 16 de abril de 1845, bajo la presidencia de Manuel Cuadros Loayza. El presidente Menéndez dio ante la representación nacional un largo discurso donde expuso la situación del país y sintetizó la anarquía que recientemente había vivido el país, señalando los defectos del Estado y proponiendo los remedios adecuados. El Congreso, luego de revisar las actas de los colegios electorales, el día 19 proclamó como vencedor a Castilla.

## Toma de mando

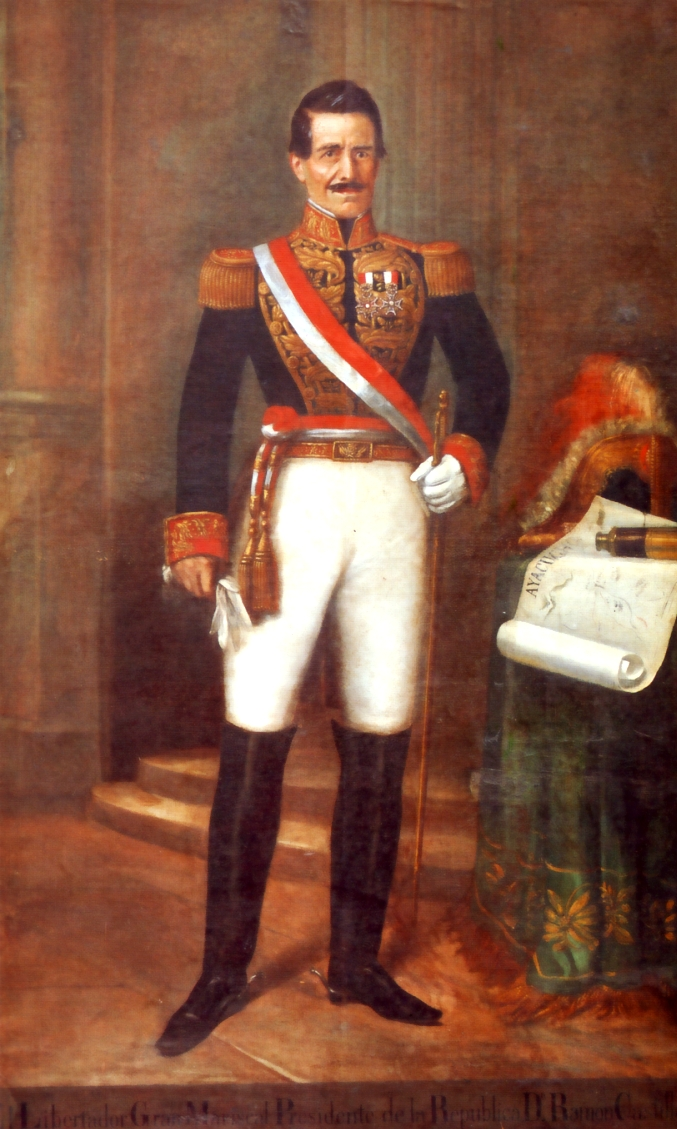
Retrato del mariscal Ramón Castilla.

Castilla juramentó el cargo de presidente constitucional el 20 de abril de 1845, ante el Congreso de la República, para un mandato de seis años, de acuerdo con la Constitución de 1839.
En su discurso ante el Congreso, Castilla dijo que en aras de la unidad, era necesario correr un velo sobre el pasado. Yendo contra la costumbre republicana, manifestó que no era necesario premiar los servicios del ejército que él había formado para restablecer el orden constitucional. Prometió además velar por la integridad del territorio nacional. En los días siguientes fueron elegidos quince miembros del Consejo de Estado, siendo nombrado como su presidente el general Miguel de San Román; y como su primer y segundo vicepresidente, José Rufino Echenique y Manuel Bartolomé Ferreyros, respectivamente. Clausurado el Congreso extraordinario el 2 de junio, se instaló el ordinario el día 2 de julio, bajo la presidencia de Manuel Salazar y Baquíjano, el cual cerró sus sesiones el 22 de octubre de 1845.
Este gobierno de Castilla, que sería el primero bajo su mando, resultó ser moderado y progresista. Su contrincante en las elecciones, Domingo Elías, encabezó la oposición.

## Aspecto político. Orden interno

### Gobierno de unidad nacional
Castilla hizo un gobierno fuerte y enérgico, sustentado en su condición de caudillo popular, pero respetando los demás poderes del Estado. Impuso el orden en un país recién salido de la anarquía y la guerra civil, aunque sin llegar a la arbitrariedad.
Respetó la libertad de prensa, dentro de los marcos permitidos por la ley, impidiendo sus desbordes. Toleró los porfiados ataques que le hicieron los periódicos El Zurriago y El Comercio, especialmente por la supresión de las municipalidades y por preferir a los militares en el ejercicio de los cargos públicos.
Fue también este periodo en el que se restableció la función parlamentaria, después de las intermitencias que había pasado en las dos décadas anteriores. En total, durante el gobierno de Castilla, el Congreso se reunió ocho veces, tanto de forma ordinaria como extraordinaria. No hubo ningún parlamentario que fuera desterrado ni apresado, ni que fueran reprimidas sus libertades.
Castilla se propuso hacer un gobierno de unión nacional, para lo cual realizó una política de concordia. No se dedicó a perseguir o castigar a los partidarios del régimen anterior (el Directorio), como era hasta entonces costumbre de los que ganaban una guerra civil. Incluso fue más atrás en el tiempo y derogó los decretos de expatriación expedidos contra los vencidos de la Confederación Perú-Boliviana en 1839, y aún más, les restituyó sus derechos en 1847. Al respecto, se cree que siguió los consejos que el deán Juan Gualberto Valdivia le diera luego de su triunfo de Carmen Alto, en el sentido de que debía mostrarse magnánimo con los vencidos.
Otra muestra de la política de concordia de Castilla fue convocar en los puestos de la administración a hombres más competentes, sin importar que fueran sus rivales políticos. Se sumaron así vivanquistas como Felipe Pardo y Aliaga, José Gregorio Paz Soldán y José Rufino Echenique. Al hacer ello, demostró mucho tino político, contrario al estilo de los políticos de entonces e incluso los de la actualidad.

### Los Ministros de Estado

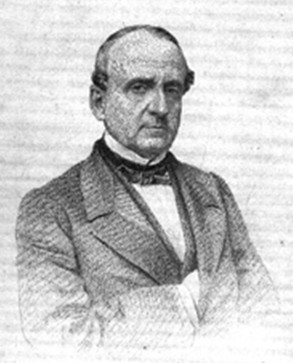
Manuel de Mendiburu, fue ministro de Guerra y Marina, y luego de Hacienda y Comercio, bajo el gobierno de Castilla.

Por decreto del 19 de mayo de 1845, y de acuerdo a la Constitución, Castilla estableció el número de los ministerios en cuatro: Relaciones Exteriores; Gobierno; Guerra y Marina; y Hacienda y Comercio. Los ministros designados fueron los siguientes:
- El doctor José Gregorio Paz Soldán (Relaciones Exteriores).
- El doctor Miguel del Carpio y Melgar (Gobierno).
- El coronel Manuel de Mendiburu (Guerra y Marina).
- El ciudadano Felipe Barreda (Hacienda y Comercio).

Por otro decreto de 24 de mayo de 1845, el ramo de Justicia y Negocios Eclesiásticos pasó a estar adscrito al Ministerio de Relaciones Exteriores, y los ramos de Instrucción y Beneficencia pasaron al Ministerio de Gobierno. Hay que señalar que por entonces no existía la figura del Consejo de Ministros, ni de presidente o premier del mismo.
Posteriormente, en el portafolio de Relaciones Exteriores y Negocios Eclesiásticos se sucedieron: Matías León, Mariano José Sanz, Felipe Pardo y Aliaga, Juan Crisóstomo Torrico, nuevamente Mariano José Sanz, y Manuel Bartolomé Ferreyros.
En el Ministerio de Gobierno, Instrucción Pública y Beneficencia: José Gregorio Paz Soldán, Juan Manuel del Mar.
En el Ministerio de Hacienda y Comercio: Manuel de Mendiburu, Manuel del Río, José Fabio Melgar.
En el Ministerio de Guerra y Marina: José Rufino Echenique, Miguel de San Román, José María Raygada.

### Los incidentes con Inglaterra
Antes de iniciarse el gobierno de Castilla, en plena guerra civil entre castillistas y vivanquistas, ocurrieron incidentes con los ingleses. En 1844, fuerzas castillistas detuvieron en el puerto de Islay al vapor inglés Perú. Esto fue considerado como una afrenta por el jefe de la escuadra británica, que procedió a detener y embargar a la escuadra peruana que, ya plegada a la revolución, se hallaba fondeada en Islay (14 de agosto de 1844).
Otro incidente ocurrió el 1 de septiembre, cuando el buque inglés Cormoran llegó al puerto de Arica para hacer su aguada. Al no recibir el auxilio que precisaban, los marinos ingleses, tras embarcar al cónsul inglés, abrieron fuego sobre el puerto. Arica se hallaba entonces bajo la jurisdicción de Moquegua, cuyo prefecto era el general José Félix Iguaín, que por entonces era uno de los caudillos de la revolución.
A consecuencia de dichos incidentes y bajo presión del gobierno británico, se firmó el 30 de mayo de 1845 (a pocos días de iniciado el gobierno de Castilla) un protocolo entre el canciller peruano José Gregorio Paz Soldán y el encargado de negocios inglés William Pitt Adams, que resolvió la destitución de los implicados en las supuestas ofensas inferidas a los súbditos ingleses, entre ello el general Iguaín (prefecto y comandante de Moquegua) y el coronel José de Arancibia (gobernador de Arica).
Ese protocolo fue una humillación para el Perú, cuando apenas se iniciaba el primer gobierno de Castilla, que después se caracterizó por su decidido americanismo opuesto al intervencionismo de las potencias europeas, sin duda escarmentado por este lamentable episodio con los ingleses.

### Sublevación de José Félix Iguaín
No hubo importantes rebeliones o alteraciones del orden durante el gobierno de Castilla. Solo merece mencionarse la intentona revolucionaria del general José Félix Iguaín, que fue rápidamente sofocada.
De ser aliado y amigo de Castilla en la revolución de 1843, el general Iguaín se convirtió en su opositor. Había quedado disgustado sobremanera por la política seguida por Castilla con respecto al incidente con Inglaterra. El 6 de febrero de 1846 protagonizó una intentona revolucionaria en Tacna, que según muchos indicios contó con el apoyo del presidente José Ballivián de Bolivia. Apresado, fue trasladado a Lima. Se le acusó de tramar con Bolivia una secesión de los departamentos de Moquegua, Tacna y Tarapacá, para formar con ellos un estado independiente que luego debía federarse con el país altiplánico. En 1847 fue condenado en primera y segunda instancia «a seis años de destierro en país que no fuese ninguno de los limítrofes», pero gracias a la intercesión de amigos importantes, la Corte Suprema suspendió la sentencia. Luego, el Congreso, en vista de la demora del proceso judicial, permitió su salida del país (agosto de 1847). 
Refugiado una vez más en Chile, no dejó Iguaín en planear descabelladas intentonas subversivas. En 1848 apareció en Tarapacá, nuevamente con el apoyo de Ballivián, que por entonces vivía en Chile, luego de haber sido derrocado por Manuel Isidoro Belzu. Su objetivo era Tacna, que en esos momentos se hallaba convulsionada por una revuelta. Pero tras una persecución de pocos días, fue apresado el 29 de julio de 1848 y trasladado a Lima. Sometido a proceso en el fuero militar, fue recluido en un pontón anclado en la bahía del Callao, donde permaneció hasta la dación de una ley de amnistía en 1849. Ya en las postrimerías del gobierno de Castilla, tendría un incidente con el candidato oficialista José Rufino Echenique, por lo que pasaría nuevamente a prisión.

### Legislaturas entre 1845 y 1848. El Consejo de Estado

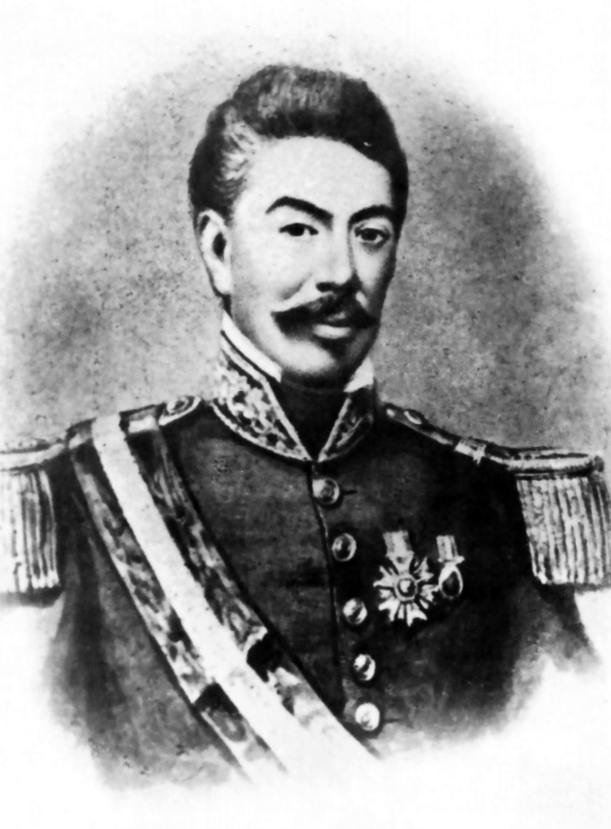
El mariscal Miguel de San Román, fue ministro de Guerra y Marina y miembro del Consejo de Estado, cuya presidencia ejerció.

El Congreso de 1845, que legisló entre abril y octubre de 1845, primero como extraordinario y luego como ordinario, no padeció de divisionismos partidarios y actuó con prudencia y eficacia. Otro organismo con el que debió convivir el Ejecutivo fue el Consejo de Estado, un poder moderador y consultor, vigilante de la norma constitucional. Sus miembros y sus titulares eran elegidos por el Congreso. Dependiendo de la situación, este Consejo oficiaba de aliado del Ejecutivo o bien se convertía en un centro de intrigas en su contra.
Ya mencionamos la elección de los miembros del Consejo de Estado y los nombramientos de Miguel de San Román y José Rufino Echenique como presidente y primer vicepresidente del mismo, cargos que se correspondían con el de primer y segundo vicepresidente de la República (las vicepresidencias no estaban contempladas en la Constitución de 1839). Todos los consejeros de Estado eran amigos y partidarios de Castilla, exceptuando Domingo Elías, que era el jefe de la oposición.
El gran acontecimiento político de mediados de 1847 fue la discusión en la comisión del Consejo de Estado de los gastos del bienio 1846-1847 y la aprobación del presupuesto de 1848-1848. La comisión, integrada por Domingo Elías, Francisco Quirós y Manuel de Mendiburu mostró su disconformidad con las cuentas presentadas por el gobierno, y el asunto pasó al Congreso donde el Ejecutivo logró ganarlo.
El Congreso ordinario de 1847, que continuaba siendo presidido por Manuel Salazar y Baquíjano, funcionó de agosto de ese año hasta enero de 1848. En las elecciones para miembros del Consejo de Estado en 1847, perdieron los candidatos presentados por el gobierno que estaban encabezados por San Román. Ganó la lista encabezada por José Rufino Echenique, que fue apoyada por Domingo Elías. San Román, como compensación, pasó a ejercer el ministerio de Guerra, aunque poco después debió renunciar acusado de infidencia.
El Congreso de 1847 se dedicó demasiado a temas particulares, concedió muchos ascensos y demoró en dar la ley de presupuesto. Esto motivó una prórroga en las sesiones y la convocatoria a una legislatura extraordinaria que se instaló en enero de 1848. Hubo un conflicto entre el Ejecutivo y el Consejo de Estado con respecto a los asuntos que debían tratarse en esa sesión extraordinaria. En setiembre de 1848 Domingo Elías hizo otra propuesta para convocar a un Congreso Extraordinario, pero no prosperó.

### Conspiración de febrero de 1849. La amnistía
El 21 de febrero de 1849, el gobierno anunció que había descubierto un vasto plan de conspiración. Según el informe publicado, los conjurados habían planeado asesinar al presidente durante uno de sus habituales paseos por la Alameda de los Descalzos en el que solía ir acompañado por un solo ayudante. Pero fortuitamente, Castilla se trasladó al Callao, y allí fue donde se enteró del complot. Se cuenta que él mismo, solo y con espada en mano, fue al cuartel de Santa Catalina donde estaban los cabecillas comprometidos, y con su presencia los intimidó, debelando así el motín. Entre los más altos oficiales comprometidos se hallaba el mariscal Miguel de San Román, miembro del Consejo de Estado, que fue apresado en la Plaza de Armas cuando salía de una reunión de dicho organismo. Fue embarcado en el bergantín Tumbes y deportado con destino al Brasil, junto con el general Agustín Lerzundi y otros oficiales del ejército implicados en el complot. Pero estando ya frente a las costas de Chile, el capitán del navío Ignacio Mariátegui se negó a continuar el viaje y desembarcó a los prisioneros en Talcahuano, aduciendo que eran inocentes. Otro prominente desterrado fue el general Juan Crisóstomo Torrico, uno de los presidentes de facto de la Anarquía, quien desde hacía tiempo se hallaba distanciado de Castilla. Quedó en duda la verdadera responsabilidad de esos militares, en cuyo apresamiento y destierro se cometieron varias violaciones de las leyes; los afectados reclamaron siempre su inocencia.

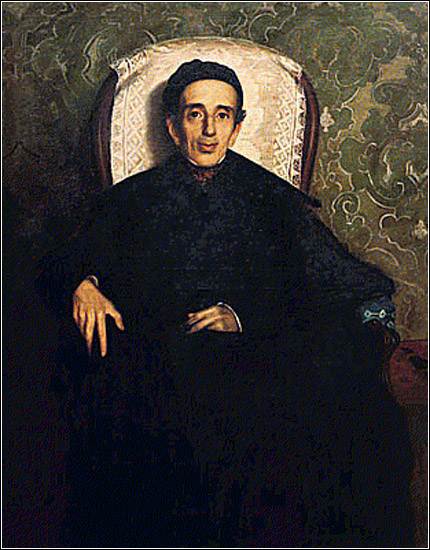
Felipe Pardo y Aliaga, el escritor costumbrista, fue ministro de Relaciones Exteriores del gobierno de Castilla.

En junio de 1849 se reunió el Congreso, y ante él se presentó el ministro de Relaciones Exteriores, Felipe Pardo y Aliaga para presentar una memoria con los documentos probatorios de la conspiración de Torrico y San Román, la cual, según su informe, había tenido un alcance internacional, pues involucraba al boliviano José Ballivián y al ecuatoriano Juan José Flores. De otro lado, justificó las medidas tomadas, orientadas a resguardar el orden interno. Pardo ya aquejaba por entonces de su enfermedad de las piernas e hizo su exposición desde su sillón de inválido.
La mayoría del Congreso aprobó un voto de amnistía e indemnidad a los involucrados en la conspiración de 1849, y fue promulgada como ley el 25 de agosto de 1849.

### El atentado contra Domingo Elías
Domingo Elías era el jefe de la oposición desde el inicio del gobierno de Castilla. Según testimonio de Echenique, estuvo conspirando permanentemente, pese a que en ocasiones simuló actuar en apoyo de Castilla, como en el caso de la rebelión de Iguaín. El 12 de abril de 1849, mientras caminaba por la Calle Afligidos, Elías fue víctima de un atentado. Al menos, según lo contó él. Dijo que un individuo le disparó bandeándole el sombrero y que luego se le acercó para apuñalarlo, logrando solo rasgarle su ropa, y que su reacción ante el ataque fue arrojarse al suelo y responder disparando al individuo, que logró escabullirse. La policía investigó el asunto pero al no encontrar rastros de las balas supuestamente disparadas, ni de indicios del tirador, hubo la sospecha de que se trató de una atentado simulado. Este asunto desató una polémica periodística y nunca se logró esclarecer.

### Legislaturas entre 1849 y 1850
La Legislatura Ordinaria del Congreso de 1849 se desarrolló de julio a diciembre de ese año y en calidad de Extraordinaria desde fines de diciembre de 1849 a marzo de 1850. Eligió a nuevos miembros del Consejo del Estado, cuya presidencia recayó nuevamente en Echenique. Se encargó de la consolidación y amortización de la deuda interna, la deuda con Inglaterra, la reforma de la ley de elecciones, entre otros temas. Fue en esta Congreso en que se dio el célebre debate entre Bartolomé Herrera y Pedro Gálvez sobre el voto de los indígenas, entre otros asuntos relacionados con la reforma de la Constitución (ver en la sección: Aspecto ideológico).

### La primera caída de un ministro por voto parlamentario
Por entonces, todavía no estaban regulados constitucionalmente los mecanismos de sanción política, como la interpelación y la censura. Durante el Congreso Ordinario de 1847 presentó el diputado por Ica Pedro de la Quintana (pariente de Domingo Elías) una moción para remover de su cargo al ministro José Gregorio Paz Soldán (23 de agosto de 1847). Fue rechazada por considerarse anticonstitucional; no obstante fue el primer precedente de intento de censura parlamentaria.

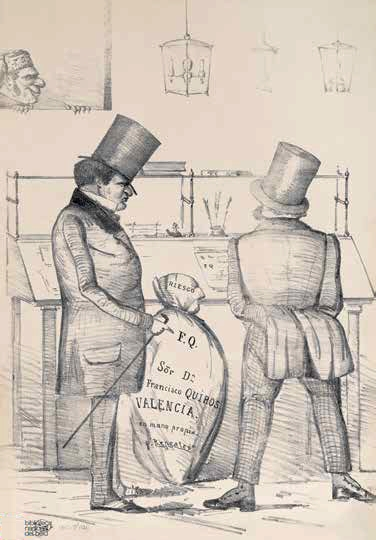
Caricatura que representa a Manuel del Río, de perfil, junto a Francisco Quirós, de espalda. Reproducción de una lámina de Williez (1855).

Otra suerte tuvo el ministro de Hacienda Manuel del Río, que se hallaba enfrentado con el Congreso. Cuando la Comisión parlamentaria de Hacienda autorizó al Ejecutivo a que abriera un empréstito para cubrir las deudas que tenía con los empleados y pensionistas, el diputado De la Quintana hizo un agregado al proyecto, poniendo como condición que el Ejecutivo nombrara a un ministro de Hacienda que gozara de confianza. De la Quintana propuso también que el Congreso tuviera la potestad de obligar a dimitir a un ministro, aún contra la voluntad del presidente de la República. Esta propuesta fue aprobada en la Cámara de Diputados, pero rechazada en el Senado. Viendo que era un obstáculo para una buena relación entre Ejecutivo y Legislativo, Del Río presentó su renuncia (agosto de 1849). Castilla, deseando mantener una relación cordial con el Congreso, envió un oficio a la Cámara de Diputados, donde reconocía implícitamente la facultad del Legislativo de cuestionar a los ministros. Leyes posteriores se encargarían de reglamentar el voto de censura a los ministros.

### Servicio de policía
Para garantizar la seguridad interna, Castilla mejoró el servicio de la policía, que ascendía a 900 efectivos, tanto de a pie como a caballo, los cuales dependían de la Inspección General del Ejército. Conjuntamente con el Ejército (que Castilla redujo a 3000 efectivos), la policía se encargaba de conservar la tranquilidad pública en tiempos de paz. Se dictaron también reglamentos policiales para cada departamento y provincia, adecuándolos a su respectiva realidad geográfica y social.

## Política económica

### Situación de la economía peruana
Cuando Castilla asumió el poder, la situación económica del Perú era crítica. Si bien la crisis venía desde los años finales de la época virreinal, y la guerra de la independencia la había empeorado, durante los años iniciales de la República se dieron otras situaciones que vinieron a complicar más el panorama.
En primer lugar, ocurrió una baja considerable en la recaudación fiscal. Una de las promesas de los fundadores de la República había sido eliminar la brutal carga tributaria que la Corona española había impuesto sobre el pueblo, mayormente indígena; por ello se abolió el tributo indígena, y aunque poco después fue restituido con el nombre de contribución indígena, su monto se rebajó entre un 10 y 20%. Esta contribución representaba la mitad de las entradas del erario y de allí su importancia para la economía nacional; no sería abolida definitivamente sino hasta 1855. Pero lo que si se llegó a suprimir en esta época fue la contribución de castas, lo que significó una merma de 500 000 pesos en el presupuesto nacional.

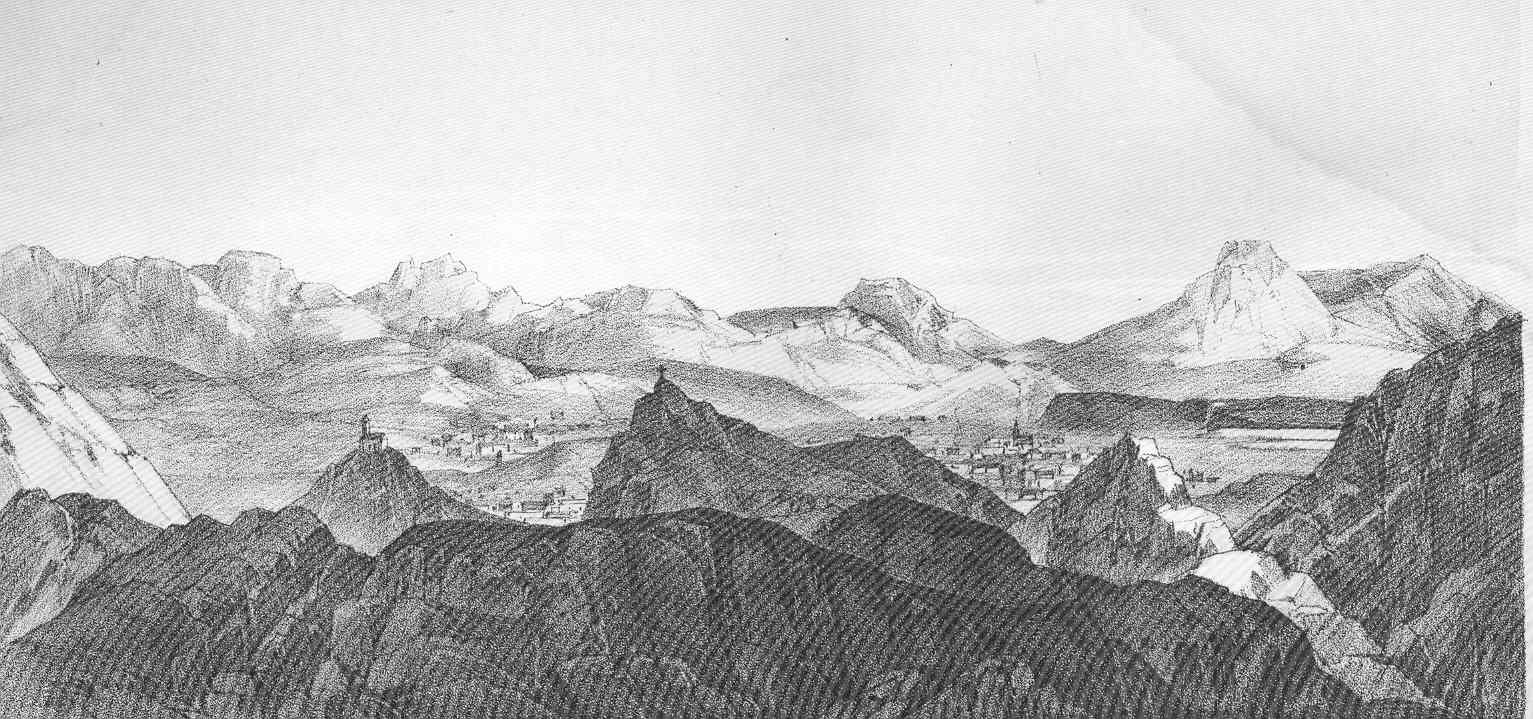
Cerro de Pasco, uno de los pocos centros mineros que seguían en actividad al iniciarse la era republicana.

Otra promesa a favor del indígena había sido la abolición total de la mita o trabajo forzado en las minas y obrajes, lo cual se llegó a cumplir y significó un gran alivio para esa población, específicamente del sur peruano, que empezó a crecer demográficamente, luego de que en todo el periodo colonial había ido en caída continua, debido justamente al abuso y maltrato deplorable que implicó ese trabajo obligatorio. Pero esta política humanitaria del gobierno republicano originó a la vez que decayera la explotación minera, debido a que la mano de obra se encareció y para los empresarios ya no resultaba muy rentable el negocio, como si lo había sido bajo la colonia, en la que se usó la mano barata o esclavizada del indígena. Hubo sin embargo otros factores que contribuyeron a ese declive minero. Todavía se usaban métodos artesanales heredados de la colonia, escaseaban los capitales, así como había poca producción de azogue o mercurio en Huancavelica, metal necesario para el tratamiento de la plata. El panorama no era muy alentador para la minería de metales preciosos, que entonces se reducía a las minas de Cerro de Pasco. El descubrimiento de los ricos yacimientos de oro de Carabaya, produjo por eso entusiasmo y avizoró un renacimiento de la explotación aurífera. Pero en líneas generales, la actividad minera fue descuidada hasta finales del siglo XIX, cuando se retomó su impulso.
Tal era la crítica situación fiscal, que cuando Castilla llegó al poder, los ingresos de los ramos de moneda y aduana se hallaban ya hipotecados. Pero para la mentalidad política de la época, la solución no constituía en reducir los sueldos del sector público y en crear nuevos impuestos, porque tales medidas habrían frenado el desarrollo económico del país, aparte que habrían sido muy impopulares. Había que buscar recursos de otras maneras.
Otro problema para la economía era la influencia perjudicial de la moneda feble boliviana que había invadido el sur peruano durante la etapa de la Confederación (1836-1839), lo que afectó gravemente las operaciones comerciales, al ocasionar la baja del precio de las mercancías, de los bienes raíces, de los salarios y a una disminución en los ingresos por concepto de impuestos.
Otro tema muy complicado para el Estado era la deuda interna y externa, cuyos intereses anuales iban subiendo. Esas deudas provenían de los préstamos hechos durante la guerra de la Independencia y los años iniciales de la República. Los acreedores internos eran los particulares que habían aportado a la causa independentista con dinero y especies; los externos eran los países de la antigua Gran Colombia y Chile, que reclamaban pagos por el envío de sus ejércitos libertadores y restauradores, así como Inglaterra por dos empréstitos realizados en 1822 y 1825, amén de Estados Unidos y Francia, aunque estos en montos mucho menores.

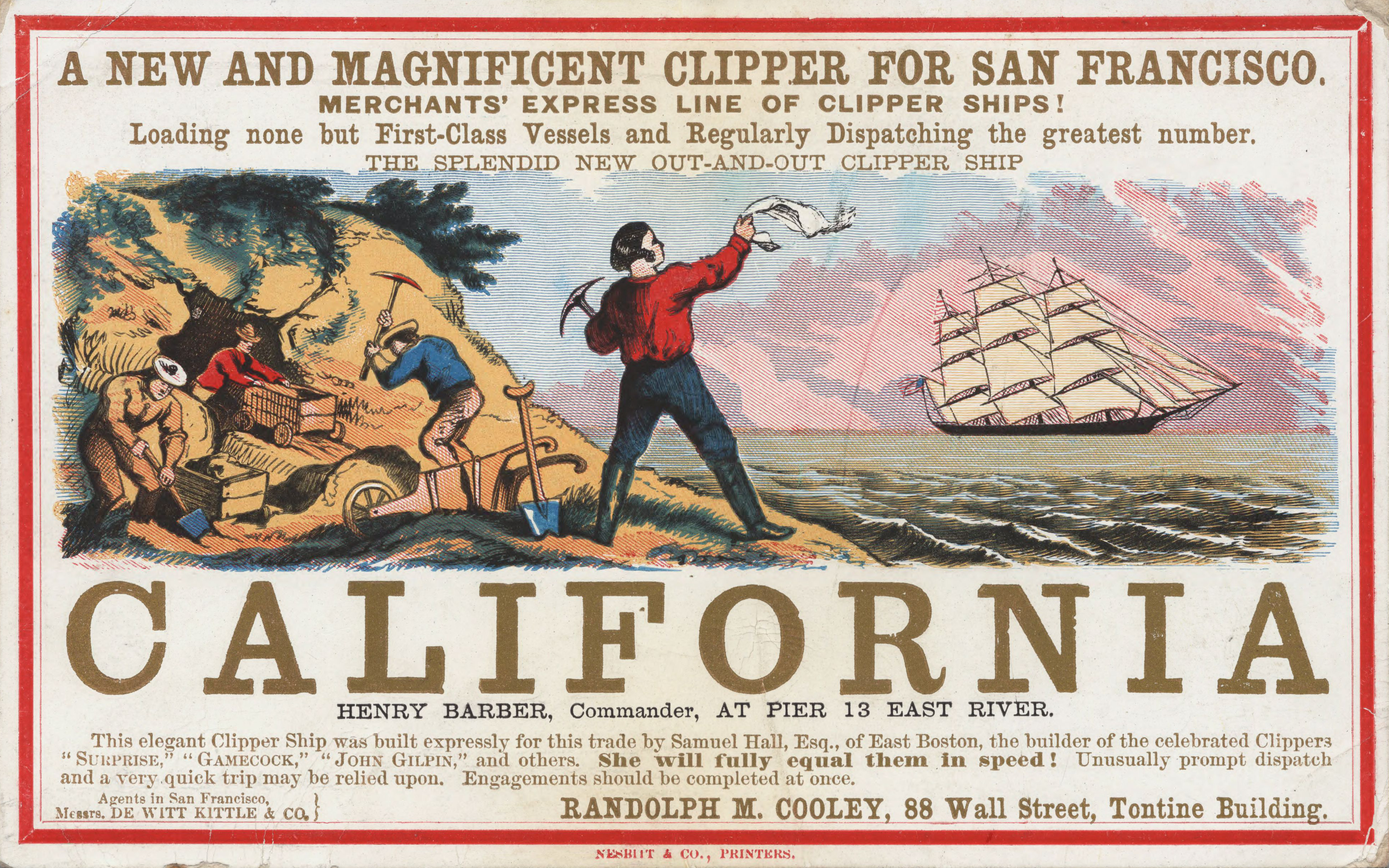
La fiebre del oro de California y Australia tuvo efectos en la economía peruana. En la imagen, cartel de invitación para un clipper con destino a California.

Finalmente, otro acontecimiento que tuvo repercusiones negativas en la economía peruana, ya desde el ámbito internacional, fue la fiebre del oro ocurrida en California y Australia. Muchos peruanos emigraron hacia esos ámbitos, en busca de un mejor futuro, lo que llevó a que el país sufriera de falta de mano de obra para los campos y las industrias. A la vez, esa fiebre del oro provocó una gran demanda de materias primas de parte de esas regiones, lo que ocasionó escasez en el Perú, y por ende alza de los precios.
Para enfrentar los graves problemas económicos, Castilla abordó tres puntos fundamentales:
- La reorganización de la hacienda pública instaurando una política presupuestal.
- La explotación de la riqueza guanera por el sistema de las consignaciones.
- El pago de las deudas interna y externa.

### Establecimiento del Presupuesto Nacional
Al fundarse la República, quedó previsto, por norma constitucional, que el Ejecutivo debía presentar ante el Legislativo una proyección de los ingresos y los egresos públicos, es decir, el presupuesto, que debía ser discutido y aprobado por los parlamentarios. Las cinco primeras constituciones lo establecían así, pero hasta el momento de asumir Castilla eso no se había cumplido debido a la inestabilidad política vivida en las dos primeras décadas de la República. Por eso, la reforma fundamental de Castilla se enfocó en la organización de la política presupuestal del país.
El 21 de octubre de 1845 y a través de su ministro de Hacienda Manuel del Río, el gobierno de Castilla presentó al Congreso el primer presupuesto del Perú para el bienio 1846-1847. Aunque el Congreso no llegó a aprobarlo, pues se clausuró al día siguiente, el Ejecutivo lo puso en práctica pese a sus defectos. No obstante, es considerado el primer presupuesto de la República Peruana. Era de 5 961 639 de pesos como egresos y 4 191 800 como ingresos anuales.
Para el bienio siguiente (1848-1849), el Ejecutivo elaboró otro proyecto de presupuesto, que, sometido al Congreso y, debidamente discutido, fue el primer presupuesto con aprobación legislativa que tuvo el Perú (27 de marzo de 1848). Este presupuesto establecía la cantidad de 5 322 423 como ingresos anuales y de 5 315 310 como egresos anuales. Como ingresos figuraban los de aduanas, la contribución de los indígenas, las patentes, el papel sellado, las alcabalas, etc.; entre los egresos estaban el pago de los ministerios y los gastos de administración. Más de la mitad de ingresos provenían de aduanas y la contribución de indígenas, y la mayor parte de los egresos era para el Ministerio de Guerra y el de Hacienda. 

### La explotación del guano por el sistema de consignaciones
Castilla asumió el poder en el momento en el que el Perú se veía poseedor de una inesperada riqueza: los grandes depósitos de guano de sus islas y litorales. El guano es el excremento de millones de aves marinas, que se van acumulando a través de los siglos y que son un poderoso fertilizante para las tierras de cultivo. Esta propiedad se conocía ya desde la época prehispánica, y fue redescubierta en 1827 por el sabio arequipeño Mariano Eduardo de Rivero quien publicó un interesante informe científico al respecto. Hacia 1840 quedó demostrado en los medios científicos europeos ese poder fertilizante y a partir de entonces empezó la venta de grandes cantidades de guano a Europa, cuyos desgastados campos de cultivo los necesitaban urgentemente.

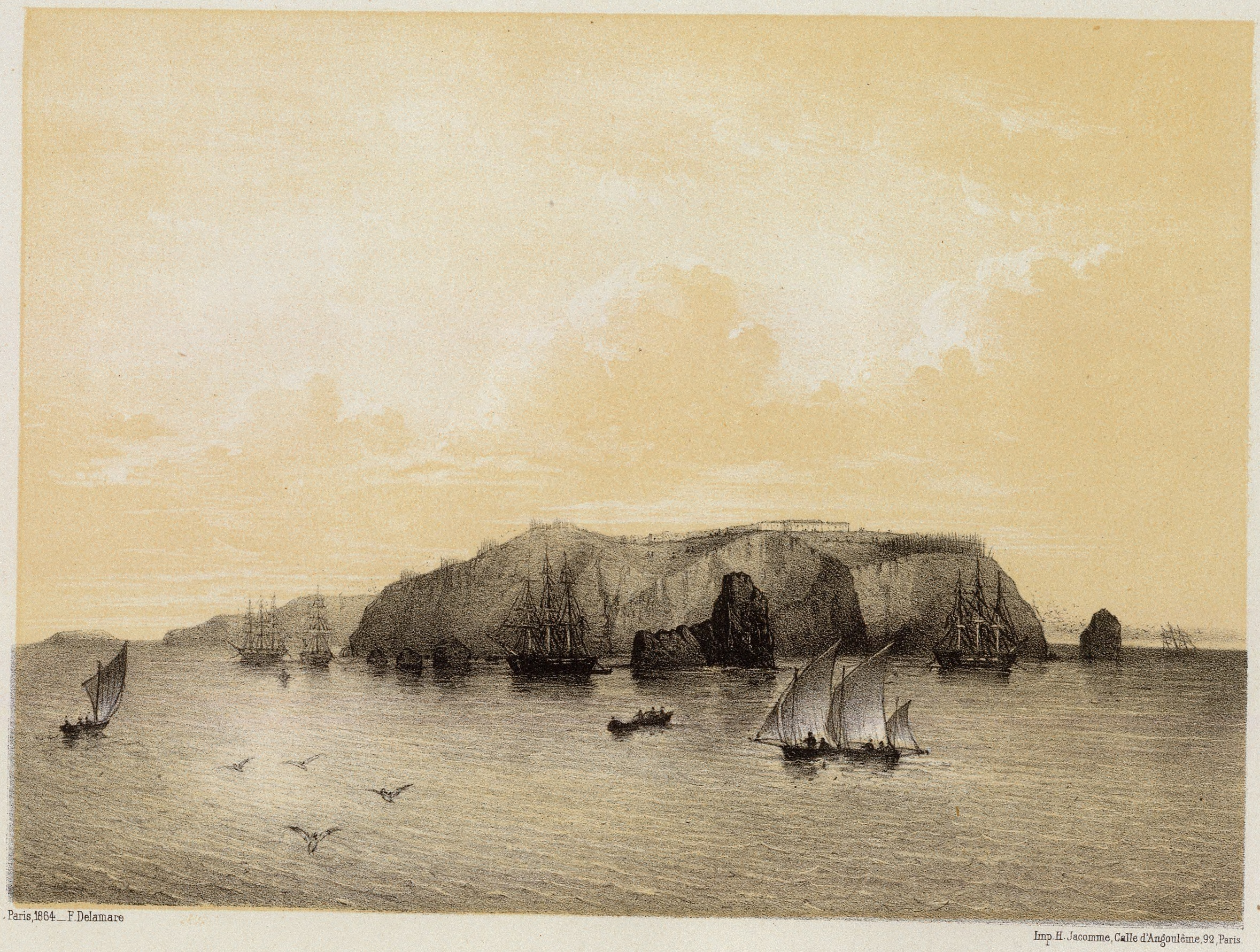
Las islas Chincha, donde se extraían las mayores cantidades de fertilizante o guano durante la era del guano.

En un inicio, el sistema para la explotación del guano era por arriendo: el Estado entregaba los yacimientos a empresarios particulares para que lo explotaran a cambio de un pago anual. El primero de esos empresarios fue Francisco Quirós y Ampudia, que recibió los yacimientos para que lo explotara por el plazo de seis años y contra el pago de 10 000 pesos anuales (1840). Pero como el guano alcanzó altos precios en el mercado internacional, el Estado comprobó que el pago que recibía era muy irrisorio comparado con las ganancias enormes que se llevaban los arrendatarios, por lo que tuvo que rescindir esos contratos para reemplazarlos por un sistema más conveniente de explotación. 
El nuevo sistema implantado fue el de las consignaciones, que empezó bajo el gobierno de Menéndez (1842). Este sistema consistía en que el Estado mantenía la propiedad fiscal del guano pero encargaba a unos empresarios (los consignatarios) todo su proceso de extracción, transporte y venta. El consignatario se encargaba de conseguir un buen precio para el guano en el mercado internacional, y luego de lograr la venta, se le descontaba los gastos que había asumido en todo ese proceso de extracción y transporte, y recibía una comisión equivalente del 12%. La diferencia quedaba a favor del Estado, que equivalía casi a las dos terceras partes o un 60% de la ganancia líquida. De esa manera, el Estado consiguió sumas millonarias.

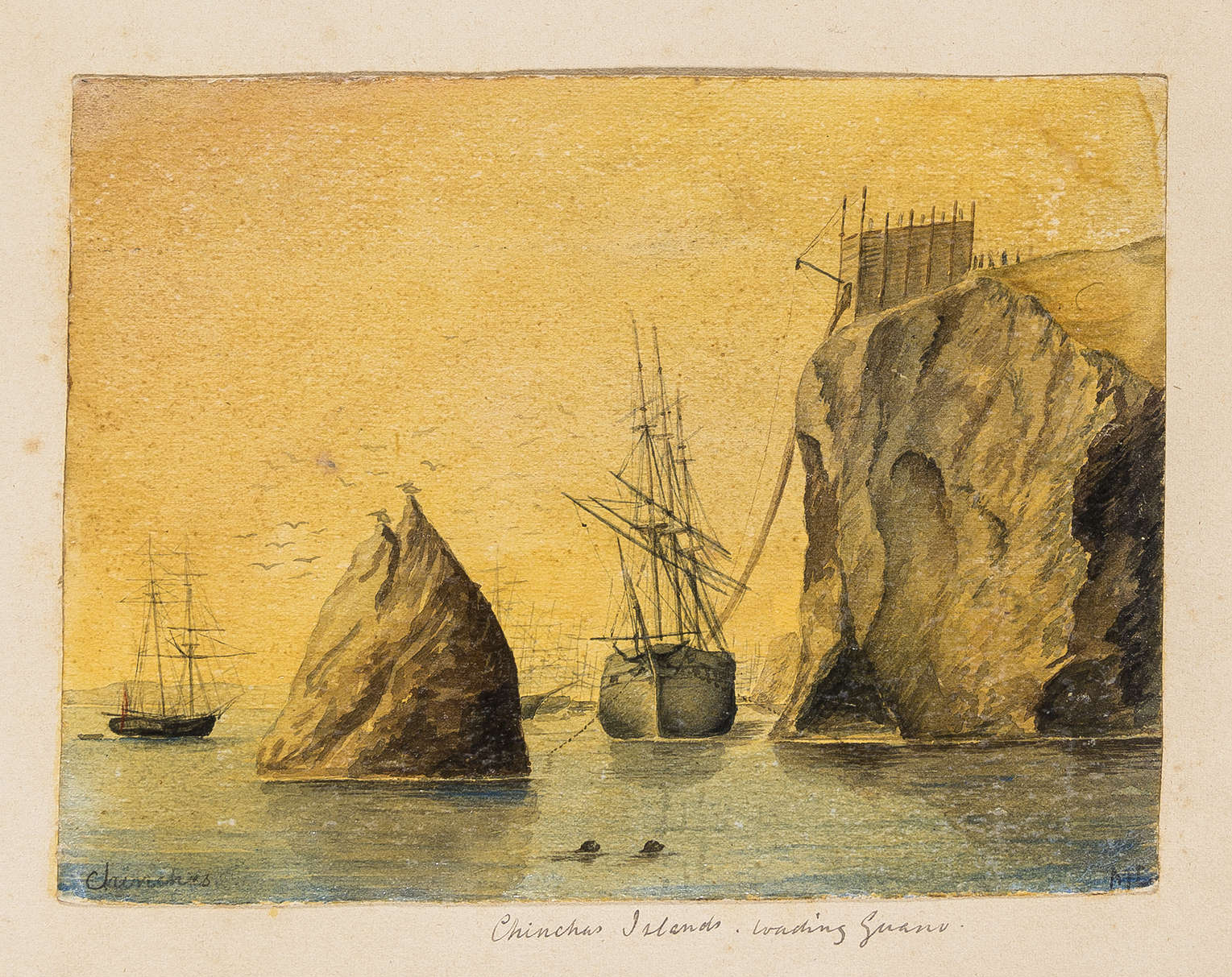
El carguío de guano en las islas Chincha.

El guano peruano, por su insuperable calidad, fue imponiéndose en el comercio mundial, relegando a los guanos de otros países. En 1847 su valor por tonelada llegaba a 10 libras esterlinas. El gobierno peruano suscribió importantes contratos de consignación, destacándose los firmados con la Casa Gibbs, que durante muchos años ejerció el monopolio en el negocio. Fue precisamente en 1847, ya en pleno gobierno de Castilla, cuando empezó la verdadera bonanza económica del guano, recibiendo el Estado sumas cuantiosas, que se usaron mayormente para la defensa nacional y el pago de las deudas externa e interna. Fue una época de prosperidad para el Perú, conocida como la Era del Guano, aunque desde el principio se señalaron algunos vicios y defectos en el sistema de venta del guano. El Estado, que andaba siempre urgido de dinero, solía pedir adelantos a los consignatarios sobre el dinero a cobrar, y estos se lo daban con intereses de 4 a 6 %, usufructuando así a costa del Estado.

### El pago de las deudas externa e interna
Castilla encaró directamente el problema del pago de la cuantiosa deuda interna y externa que tenía el Estado. Al principio, se usaron los fondos recaudados para enfrentar dos amenazas internacionales que no se concretaron, la Expedición Floreana y la guerra contra Bolivia, pero después fue necesario utilizar las pingües ganancias del guano.

#### El pago de la deuda interna
La deuda interna era la deuda que el Estado tenía desde 1823 con los particulares que habían prestado auxilios al ejército, sea en especie o en dinero, durante los primeros años de la República, tanto en la guerra de la independencia como en las guerras civiles. A todo ello se sumaban los sueldos de los servidores estatales que hasta la fecha continuaban pendientes de pago. Para resolver este problema se expidieron cuatro leyes, entre 1847 y 1850, fijándose las bases para el reconocimiento de dichas deudas, pero de una manera empírica. A esto se conoce con el nombre de «consolidación de la deuda interna». Al término del gobierno de Castilla se habían pagado 4 320 400 pesos de un total de 6 o 7 millones de pesos reconocidos como deuda interna. 
Este pago de la consolidación originaría un tremendo escándalo de corrupción en el siguiente gobierno de José Rufino Echenique, cuando inescrupulosos falsearon documentos para atribuirse deudas ficticias.

#### El pago de la deuda externa
La deuda externa del Perú era con varios países: con Inglaterra (por los empréstitos de 1822 y 1825 y sus intereses no pagados, que la habían elevado excesivamente); con la ya inexistente Gran Colombia (contraída durante la guerra de la independencia); con Chile, (por los gastos que este país hizo al enviar el Ejército Libertador de San Martín y los Ejércitos Restauradores de 1838-39); con España (según lo estipulado en la Capitulación de Ayacucho). También tenía pendientes sumas menores con Francia y Estados Unidos.
El gobierno de Castilla se propuso pagar la deuda a todos los países, con excepción de España, a la que impuso como condición previa que reconociera la independencia del Perú. Hubo, sin embargo, voces discrepantes dentro del Perú, de quienes se oponían a realizar tales pagos a Colombia y Chile por la ayuda que estos países prestaron a la independencia peruana, ya que esta campaña fue una empresa mancomunada, en la que cada nación aportó de su parte en la consecución de un fin común, y el Perú no debía dar ya más de lo que había dado, pues su aporte en recursos humanos y materiales había sido tan importante como la del resto de los países. Sin embargo, en el gobierno de Castilla primó la idea de cancelar las deudas, pues se debían honrar los contratos firmados, ya que era una manera de cimentar la confianza internacional en el país

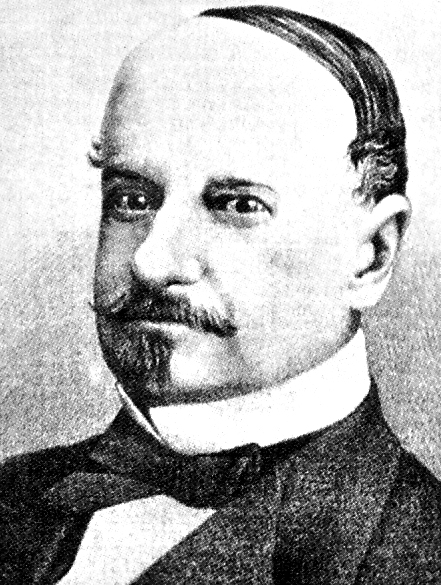
Joaquín José de Osma, el ministro plenipotenciario peruano que se encargó del arreglo de la deuda inglesa.

Inglaterra, aprovechando el boom guanero peruano, exigió al Perú el pago de su deuda, que sumaba 3 736 400 libras esterlinas (1 816 000 era la deuda propiamente dicha, y 1 920 400 sus intereses). Por ley de 10 de marzo de 1848 el Congreso peruano ordenó al Ejecutivo liquidar de una vez este asunto. El encargado para ese arreglo fue el ministro Joaquín José de Osma, que celebró el 31 de enero de 1849 un contrato con los tenedores de bonos de los empréstitos de 1823 y 1825. Coincidentemente, ese mismo día el gobierno peruano firmó un nuevo contrato de consignación con la Casa Gibbs (firma inglesa) para la extracción e importación del guano al Reino Unido. Ambos contratos causaron naturalmente críticas por su oscuro trasfondo, y según José Arnaldo Márquez a través de un famoso opúsculo publicado en 1888, fueron el verdadero inicio de «la orgía financiera en el Perú», en la que las enormes ganancias del guano solo beneficiaron a un grupo minoritario de especuladores.
Con Chile se firmó una convención el 12 de septiembre de 1848, en la que se acordó como toda y única deuda el monto de 4 millones de pesos, los que se fueron pagando hasta 1856, con los intereses correspondientes.
Con Estados Unidos se firmó un convenio el 27 de marzo de 1849, reconociéndose una deuda de 300 mil pesos por daños y perjuicios inferidos a sus propiedades. Esta deuda se canceló definitivamente en 1853.
Con respecto a la deuda con la antigua Gran Colombia, cuyos herederos acreedores eran las repúblicas de Venezuela, Nueva Granada y Ecuador, no se llegó a un acuerdo durante este primer gobierno de Castilla, correpondiéndole al siguiente gobierno de Echenique resolver el asunto.
Se considera que este pago masivo de la deuda externa fue una buena medida, pues así se cimentaba la confianza internacional en el país.

### Otras medidas para conjurar la crisis

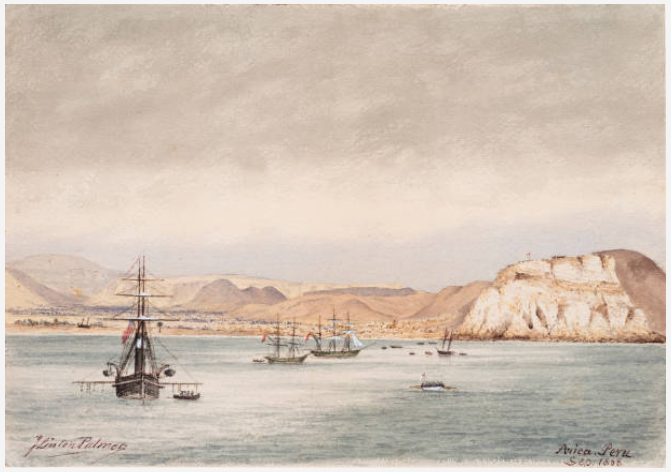
El puerto, entonces peruano, de Arica. Año 1868.

- Se declaró libre la exportación de la quina.[40]
- Se rebajó el monto de los derechos que pagaba el tabaco producido en el norte del país, específicamente en Jaén de Bracamoros.[40]
- Para paliar la escasez de alimentos en zonas como el departamento de Ica y la provincia de Moquegua, se permitió la importación de esos productos, libre de derechos, por los puertos de Pisco y Arica, aunque por corto tiempo (1846).[59]
- Se redujo a la mitad los derechos que pagaban las naves nacionales por introducir mercaderías extranjeras en el país a través del puerto de Iquique, de la provincia de Tarapacá, donde ya se explotaban las salitreras. Entre esas mercaderías se hallaban materiales de construcción y víveres.[59]
- Entre 1845 y 1846 se dieron medidas especiales para favorecer a la aduana de Arica, en relación con las mercaderías extranjeras que iban de tránsito por dicho puerto. Esta zona continuó siendo la principal puerta de entrada de contrabando al país.[59]
- Se abrió al comercio marítimo el puerto de Tumbes, en el extremo norte del Perú.[40]
- Para estimular el desarrollo de la pequeña industria del país, así como por otras razones políticas, por decreto de 9 de noviembre de 1846 se elevó drásticamente el monto de los derechos de entrada a los productos bolivianos.[40] Este asunto se trata más ampliamente en la sección de Aspecto internacional.

### Optimismo del gobierno
Finalizando el gobierno de Castilla, el país había logrado una aceptable recuperación económica debido a la tranquilidad interna, a la hipoteca del guano que produjo el alza considerable de los bonos de la deuda angloperuana, y al crédito de que disfrutaba el país en el exterior. También contribuyó a ello la Ley de la Consolidación, que al principio fue vista como una medida acertada para reactivar el desarrollo interno del país, aparte de la justicia intrínseca que significaba pagar esos adeudos.
Con optimismo excedido, Castilla se refirió en su último mensaje presidencial a las ventajas de la Ley de la Consolidación.

"La Ley de la Consolidación es un principio fecundador que ha brindado al país incalculables beneficios: es una ley de consuelo y de sólidas esperanzas para una multitud de familias; una tabla de salvación en el sufragio de tantas fortunas; un nuevo elemento de bienestar y de orden."

Las consecuencias funestas de esa ley, que desató el primer mega escándalo de corrupción en el Perú,  las enfrentaría el gobierno siguiente, el de José Rufino Echenique.

## Política de defensa
Castilla puso mucha dedicación a la defensa nacional, vista la difícil situación geopolítica del Perú, que limitaba entonces con cuatro países (ahora son cinco), siempre agresivos y ansiosos de arrebatarles territorios. El extenso litoral peruano era también un flanco vulnerable, por donde habían ocurrido las más importantes invasiones extranjeras de la historia peruana, como sucedió en la guerra de la independencia y en la guerra restauradora de 1838-39. Por eso Castilla se enfocó en los dos campos de la defensa: la naval y la terrestre.

### Política naval. Incremento de la armada

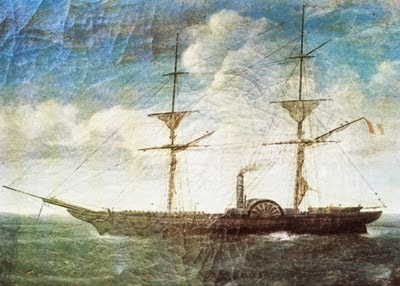
El barco de guerra a vapor Rímac, el primero de su tipo en el Perú y Sudamérica.

Castilla fue un estadista consciente de la importancia que era desarrollar una política naval para darle al Perú la superioridad en el Pacífico. La tradición popular afirma que su política naval se resumía en esta frase: «Si Chile construye un barco, el Perú debe construir dos», aunque no hay registro documental que confirme eso. Lo cierto es que fue su gobierno el primero que se preocupó eficientemente por esta arma de la defensa nacional, desde la fundación de la marina de guerra del Perú en 1822. Pese a que en su momento se ridiculizó su obsesión por la marina (el burlesco Manuel Atanasio Fuentes le apodó el «Nelson del Pacífico»), el tiempo le daría la razón.
Siguiendo esa política, Castilla dotó al Perú de una escuadra eficiente, adquiriendo la fragata Mercedes, los bergantines Guise y Gamarra, las goletas Peruana y Héctor, y el transporte Alaiza. Adquirió también el primer barco de guerra a vapor que llegó a Sudamérica, la goleta mixta Rímac, de 1300 toneladas, construido en los astilleros de Nueva York, y que arribó al Callao el 27 de julio de 1847. Asimismo, contrató la construcción de otro buque a vapor, la fragata Amazonas, que llegaría durante el gobierno de su sucesor José Rufino Echenique. El Perú se convirtió así en la primera potencia naval de Sudamérica.
Con respecto a la marina mercante se promulgó una Ley de Fomento y Protección (18 de enero de 1848), entre otros decretos y leyes para favorecerla, tanto en el ámbito marítimo como en el fluvial. Se construyó también el apostadero naval de Paita.

### El viaje del bergantínGamarraa California

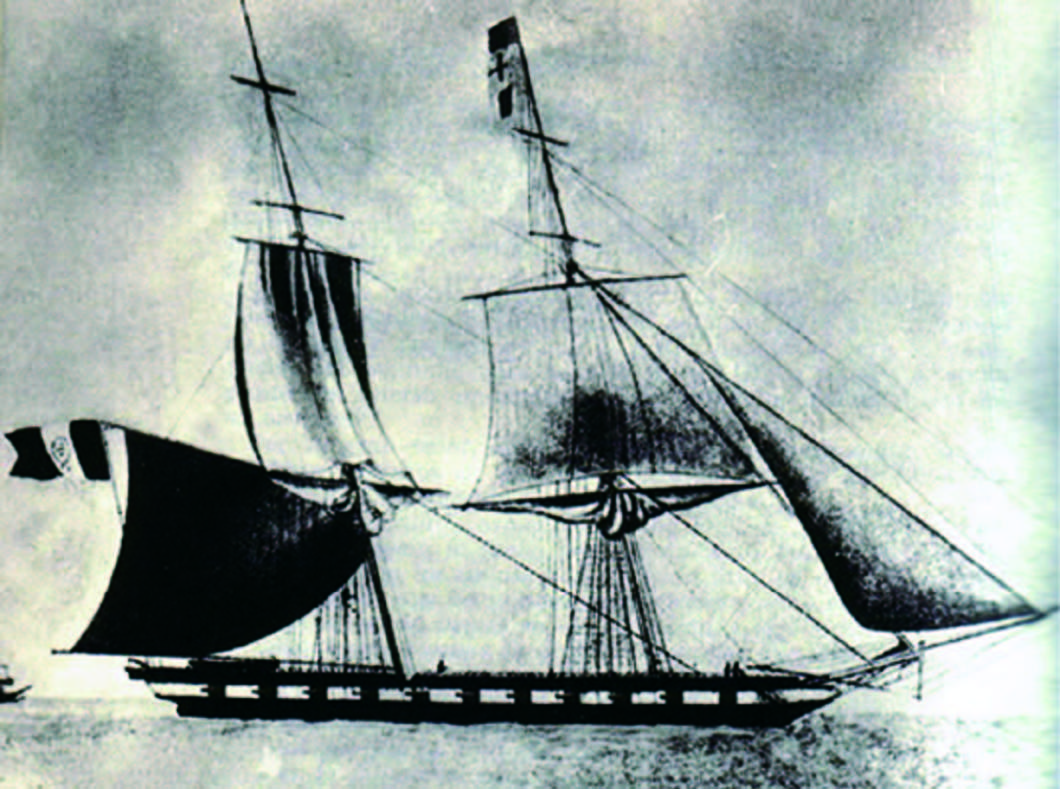
El Bergantín Gamarra, protegió a los peruanos de la costa de California durante la fiebre del oro.

Una demostración del poderío naval que entonces tenía el Perú, se dio cuando unos empresarios peruanos que enviaban buques mercantes a California (que entonces vivía la fiebre del oro), pidieron protección al gobierno de Castilla. El presidente atendió el pedido a fines de 1848 y envió al bergantín Gamarra, que permaneció diez meses en la bahía de San Francisco. La misión encomendada a su capitán José María Silva Rodríguez era proteger a todo buque mercante peruana que llegara a esa costa (que hacía poco había sido anexada por Estados Unidos arrebatándola de México), auxiliarlos con marinos en caso necesario y vigilar por su manutención, así como recoger todo informe que fuese considerado útil. Cumplió toda esa labor con disciplina y eficiencia.

### El Ejército, artillería y armamento
Por sendos decretos dados en 1845 y 1847, Castilla reorganizó al Ejército. Su número, en tiempos de paz, debía ser de 3000 efectivos, con una brigada de artillería, seis batallones de infantería y tres regimientos de caballería.
Si bien Castilla redujo el número de efectivos del ejército, puso a la vez mucho empeño en darle la capacidad técnica necesaria y de dotarla de armamento moderno. En junio de 1850 encargó la reorganización del arma de artillería al general Manuel de Mendiburu. Se realizó un completo cambio en el sistema y el equipo de la artillería de campaña. Los viejos cañones de cuatro libras fueron reemplazados con modernos obuses de mayor calibre. Se implementó una maestranza de armería y una oficina de fundición, y se mejoró la fábrica de pólvora.
Para el cuerpo de infantería se adoptaron los fusiles de percusión, que reemplazaron a los antiguos fusiles de chispa.

### La Escuela Central de Marina y la Escuela Militar
Por decreto del 25 de octubre de 1849 se reabrió la Escuela Central de Marina, para la formación de jefes y oficiales de la armada, así como para los que tuvieran vocación de pilotos. Su sede quedó establecida en Bellavista. Por otro decreto de 7 de enero de 1850 se estableció el Colegio Militar, en el que fue refundida la Escuela Central de Marina. También se creó un cuerpo de ingenieros del Ejército.
Dentro del plano legislativo, se dieron los reglamentos de Guerra y Marina, así como la Ley de Indefinidos, por la cual pasaban a licencia indefinida los militares sin colocación en el ejército y la marina. Por otra ley se reglamentó en 42 artículos el montepío militar, es decir la pensión que correspondía a las viudas, huérfanos y otros deudos de los militares fallecidos estando en servicio, así como a los jefes y oficiales que quedaran inválidos o discapacitados en combate.

### Fundación de la Factoría Naval de Bellavista
Fue el ministro de Guerra y Marina Manuel de Mendiburu, el primero en sugerir la necesidad de que el país contara con una fundición de bronce y otra de fierro, es decir, una factoría para el mantenimiento y reparación de las unidades de la marina, así como la fabricación de cañones y la reparación de piezas del armamento. Uno de los sucesores de Mendiburu en dicho ministerio, el general José Rufino Echenique, convenció al presidente Castilla para que enviara a Estados Unidos al ingeniero Jorge Rumwill con el fin de que contratara la construcción de la maquinaria y la compra de los materiales necesarios para dicho establecimiento. Para fines de 1849 esta ya operaba bajo la dirección de Rumwill en el pueblo de Bellavista, cerca al Callao.
La factoría llegó a tener siete secciones: 
- Dibujo y modelería.
- Fundición de fierro y bronce.
- Maquinaria.
- Fundición de cobre.
- Plomería.
- Herrería.
- Calderería.

Tenía cincuenta máquinas y aparatos de alta calidad para ejecutar cualquier obra de su ramo. El movimiento de todas sus maquinarias dependía de un solo motor a vapor, vertical, de alta presión, de veinte caballos de fuerza. El Estado se ahorró así en la reparación y fabricación de armamento, aparte de que la Factoría generaba sus propios recursos, pues se dedicó también a hacer servicios a la industria de dentro y fuera de la República. También dio trabajo a muchos peruanos industriosos.
La factoría de Bellavista llegó a ser la mejor de Sudamérica y sería destruida por los chilenos en 1881, durante la guerra del Pacífico.

## Política exterior

José Gregorio Paz Soldán (1808-1862), jurista e internacionalista peruano. Fue el primer ministro de Relaciones Exteriores del gobierno de Ramón Castilla.

La política internacional de Castilla estuvo orientada a darle al Perú prestancia entre los países de América y del mundo en general. 

### Fundación de la diplomacia peruana
El ministro de Relaciones Exteriores José Gregorio Paz Soldán preparó un proyecto sobre la organización del cuerpo diplomático y consular de la República, dando origen así al histórico decreto de 31 de julio de 1846, y a otro decreto complementario sobre adjuntos a las legaciones. El primero de ellos fue convertido en ley por el Congreso. Fue la base de la legislación peruana sobre la materia y sirvió de modelo al resto de países americanos.
El gobierno de Castilla estableció legaciones (embajadas) en Estados Unidos, Inglaterra, Chile, Bolivia y Ecuador, y abrió consulados en París y Bruselas. Debido a ello, se considera a Castilla como el fundador de la diplomacia peruana.

### Declaración sobre las reclamaciones diplomáticas
Los penosos incidentes afrontados con Inglaterra al inicio del gobierno de Castilla, motivaron la dación del decreto supremo de 17 de abril de 1846 conocido como Declaración sobre reclamaciones diplomáticas, expedido por Castilla y el canciller Paz Soldán. En ella se determinaba en qué casos el gobierno peruano debía o no admitir reclamaciones diplomáticas de otros países. Hasta entonces, los cónsules o representantes diplomáticos de países extranjeros solían protestar directamente ante el gobierno cuando consideraban que sus connacionales habían sido víctimas de abuso o despojo, exigiendo y logrando reparaciones e indemnizaciones; en adelante, los agraviados debían acudir directamente a jueces o tribunales locales y solo debían pedir ayuda a sus consulados en caso de denegatorias o retardos.

### Reacción peruana ante la Expedición Floreana

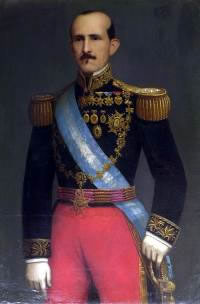
El general Juan José Flores, organizador de la llamada Expedición Floreana cuyo propósito era instaurar una monarquía constitucional en Sudamérica bajo un príncipe borbón español.

En 1846, el general Juan José Flores, uno de los fundadores de la República del Ecuador, se encontraba en España luego de haber sido despojado de la presidencia de dicho país sudamericano. Este personaje, que ya había evidenciado antes su plan de instaurar monarquías constitucionales en Sudamérica con el argumento de que el sistema republicano había fracasado, se dedicó a organizar una expedición militar con destino a Sudamérica, contando con la ayuda material y la aprobación de la reina madre María Cristina de Borbón. Su propósito era implantar un gobierno monárquico en Ecuador para un príncipe borbón español, que sería uno de los hijos de dicha reina, habido en su matrimonio morganático con el duque de Rianzares. A esta expedición se la llamó Expedición Floreana, por el nombre de su organizador. Flores llegó a reclutar unos 1500 hombres en España, incluyendo jefes y oficiales retirados, atraídos por la oferta de fama, fortuna, tierras, empleos y grados militares. También reclutó gente en Irlanda (allí se anunció como una empresa de inmigración) y adquirió dos vapores y un transporte, que fueron equipados en los muelles de Londres.
Informado el presidente Castilla de los preparativos de la expedición, instruyó a sus agentes en el exterior para que formulasen una enérgica protesta y la decisión del Perú de combatir cualquier intento de intervencionismo en América. El ministro peruano en Londres, Juan Manuel Iturregui, se encargó de elevar la protesta ante los gobiernos de Inglaterra y España, y varios representantes diplomáticos del resto de países sudamericanos siguieron su ejemplo. El canciller peruano José Gregorio Paz Soldán envió una circular al resto de países americanos e instó a la unidad continental ante la amenaza floreana. Castilla se puso a la cabeza de la defensa continental y los países de Ecuador y Nueva Granada se mostraron de acuerdo en ponerse bajo las órdenes del presidente peruano en caso de guerra contra la intervención extranjera.
Finalmente, la pretendida expedición Flores se desbarató. Los buques destinados para ese fin fueron incautados en Londres aduciéndose una violación de la ley de alistamientos; los enrolados en España empezaron a desertar y un nuevo gobierno español se encargó de disolver sus restos. Todo ello se pudo lograr gracias a la actitud enérgica que el Perú adoptó no bien se enteró del descabellado proyecto.

### El primer Congreso Americano de Lima

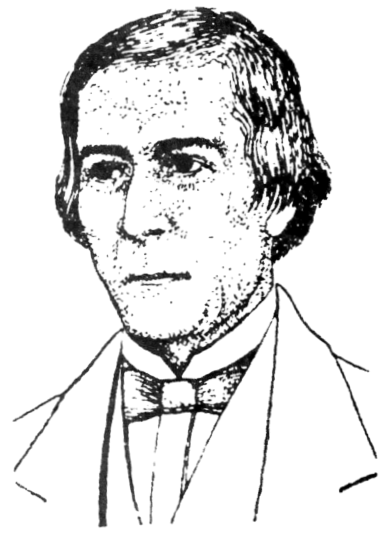
Manuel Bartolomé Ferreyros, presidió el primer Congreso Americano reunido en Lima en 1847.

El 9 de noviembre de 1847, el canciller de Perú José Gregorio Paz Soldán envió una circular a los gobiernos americanos para invitarlos a enviar a sus ministros plenipotenciarios a Lima con el fin de celebrar un Congreso Americano. Su fin sería, a la letra, sentar las bases de una futura tranquilidad y seguridad para los países del subcontinente. Ello se veía necesario por contexto internacional crítico que vivían varios países hispanoamericanos. México enfrentaba una guerra con los Estados Unidos. Río de la Plata, encabezada por el dictador Rosas, enfrentaba una intervención francoinglesa. A todo lo cual se sumaba la amenaza de la Expedición Floreana.
Solo seis países, incluyendo el Perú, aceptaron la invitación y enviaron a los siguientes representantes: José Ballivián (Bolivia); José Benavente (Chile), Pablo Merino (Ecuador), Juan Francisco Martín (Nueva Granada) y Manuel Bartolomé Ferreyros (Perú). Los demás países invitados (Río de la Plata, Centroamérica, México, Estados Unidos y Venezuela) se abstuvieron de enviar a sus representantes por cuestiones de distancia geográfica o de crisis interna.
El Congreso Americano se instaló el 11 de diciembre de 1847, presidido por Manuel Ferreyros, y clausuró sus sesiones el 1 de marzo de 1848. Se firmaron dos tratados, uno de Federación y otro de Comercio, y dos convenciones, una Consular y otra Postal. Pero ninguno de ellos se logró poner en práctica.
La importancia de este Congreso es que vino a ser la resurrección de aquel otro de carácter continental que convocara Bolívar en Panamá en 1826, con lo que se mantenía en pie el ideal americanista tan caro al Libertador. Dejó sentado el principio que cualquier ataque extranjero contra un país americano debía de considerarse como un ataque a todos, y, por lo tanto, todos debían sumarse a la defensa. La política internacional del Perú estuvo pues orientada hacia un sincero y noble ideal americanista.

### Relaciones con Bolivia

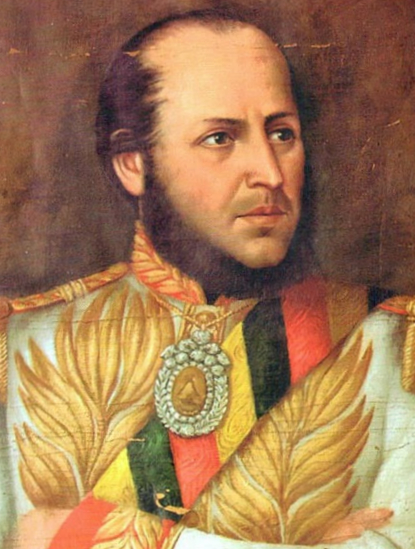
José Ballivián, presidente de Bolivia de 1843 a 1847, perturbó las relaciones con Perú durante el gobierno de Castilla.

Pese a la paz firmada entre Perú y Bolivia en 1842, persistía los problemas entre ambos países, en lo que respecta a los límites geográficos y a otras cuestiones de índole comercial y económica.
Gobernaba entonces en Bolivia el general José Ballivián, enemigo personal de Castilla, a quien tras la derrota de Ingavi lo había apresado haciéndole padecer de malos tratos, injuria que Castilla nunca perdonó. Ballivián continuó intrigando contra el Perú, con el propósito de arrebatarle Tacna y Arica, zona que constituía la salida natural de Bolivia hacia el océano. Siguiendo esa política, se entrometió en los asuntos internos del Perú y apoyó a los opositores de Castilla. Se le descubrieron intrigas con los generales Torrico y San Román (que fueron desterrados por Castilla), así como una connivencia con el general Juan José Flores del Ecuador, otro enemigo del Perú.
Ballivián envió a Lima un agente confidencial, Domingo del Oro, para que sondeara el ánimo del país sobre su planeada incorporación de Tacna y otros territorios del sur peruano a Bolivia. Del Oro aconsejó a Ballivián que postergara su proyecto al no comprobar ningún apoyo de los habitantes de esa región a Bolivia. Poco después, en mayo de 1845, Del Oro alertó a su gobierno sobre un supuesto plan secreto de Castilla para aliarse con el tirano Rosas de Argentina con el fin de repartirse el territorio de Bolivia. El asunto, real o ficticio, no trascendió, pero en 1847 se vivió una verdadera tensión entre Perú y Bolivia que estuvo a punto de desencadenar una guerra; se hicieron aprestos bélicos en el sur peruano y el Consejo de Estado del Perú autorizó secretamente al Ejecutivo a declarar la guerra a Bolivia. Pero Castilla prefirió dialogar con Ballivián a través de la correspondencia.
En realidad, la guerra no era popular en ninguno de los dos países y el verdadero problema entre ambos era de tipo comercial y económico. Bolivia había subido hasta un 40% los derechos de introducción de artículos y manufacturas peruanas a su territorio. En represalia, el Perú aumentó los impuestos a los artículos procedentes de Bolivia e identificó el tránsito de mercaderías que este país hacía para abastecerse desde el puerto de Arica aplicándole las mismas disposiciones. Otro asunto que el Perú reclamaba a Bolivia era la invasión de la moneda feble o de baja ley boliviana en el sur de su territorio, así como el pago de la deuda de la independencia, por la ayuda que había prestado en la independencia del territorio del Alto Perú.
Ballivián, en represalia, llegó incluso a prohibir totalmente el comercio con Perú (interdicción comercial) y el paso de ciudadanos peruanos a su país. La guerra entre Perú y Bolivia parecía inminente en 1847, como ya vimos. Pero finalmente se impuso la cordura. Los representantes de ambos países, Domingo Elías, por el Perú, y Manuel María de Aguirre por Bolivia, firmaron el 3 de noviembre de 1847 el Tratado de Arequipa, por el que se dio libertad a Bolivia para que comerciara por el puerto de Arica. Los productos que Bolivia hacía ingresar a su territorio desde Arica no pagarían derecho de tránsito, sino solo el derecho de puerto. Bolivia, por su parte, se comprometía a no poner en circulación su moneda feble en el sur peruano. En cuanto a la deuda de la independencia, se acordó someterla a un arbitraje de Nueva Granada o Venezuela.
Al ser canjeado y puesto en observación, este tratado sufrió enmiendas y se redactó otro en Sucre, en octubre de 1848. El canje definitivo se celebró en Arequipa en 1849. De esa manera quedaron normalizadas las relaciones con Bolivia.
Ballivián continuó sin embargo interfiriendo furtivamente en los asuntos domésticos del Perú, y dio su apoyo al general Iguaín, el mismo que se había rebelado contra Castilla en el sur peruano, como ya vimos anteriormente. Tras el derrocamiento de Ballivián por el general Manuel Isidoro Belzú en diciembre de 1847, la situación cambió. Belzú se mostró más cordial con el Perú y la relaciones peruanobolivianas se normalizaron totalmente. 

### Repatriación de los restos de los presidentes La Mar y Gamarra
Una ley de 1834 había ordenado repatriar los restos del mariscal José de La Mar, que se hallaban en Costa Rica desde 1830. En ese entonces no se llegó a concretar ello, pero en 1843 los restos fueron enviados al Perú por pedido de la señora Francisca Otoya, que residía en Piura. El gobierno ecuatoriano reclamó también los restos, aduciendo que debían estar en su patria, Ecuador, por ser La Mar natural de Cuenca. En el Perú se inició entonces una campaña publicitaria para demostrar que La Mar se había considerado siempre peruano y se publicaron diversas cartas y escritos como prueba de ello. Finalmente, la señora Otoya decidió entregar en 1846 los restos al gobierno peruano. Castilla organizó solemnes pompas fúnebres y depositó el ataúd en el Cementerio General de Lima, donde se hizo un mausoleo.
En cuanto a los restos del presidente peruano Agustín Gamarra, derrotado y muerto en Ingavi de 1841, se hallaban todavía en Bolivia al momento de asumir Castilla al poder en 1845. El cuerpo de Gamarra había sido vilmente profanado por los vencedores y colocado bajo la columna que Ballivián ordenó erigir frente al campo de batalla en conmemoración a la victoria boliviana. Tras la caída de Ballivián en 1847, la población de la zona destruyó dicho monumento, al considerar que el odio al Perú había acarreado muchos males a sus intereses comerciales. Los restos de Gamarra fueron  conducidos a la Catedral de La Paz, donde se le rindieron las honras respectivas. Luego fueron devueltos al Perú donde Castilla los recibió con gran solemnidad. El 25 de noviembre de 1848 se realizaron la honras fúnebres en la Catedral de Lima y finalmente el cuerpo fue enterrado en un mausoleo del Cementerio General de Lima. Como dato anecdótico se dice que el carro fúnebre construido para trasladar los restos de La Mar, se usó también para los de Gamarra, su rival.

### La pensión al Libertador San Martín

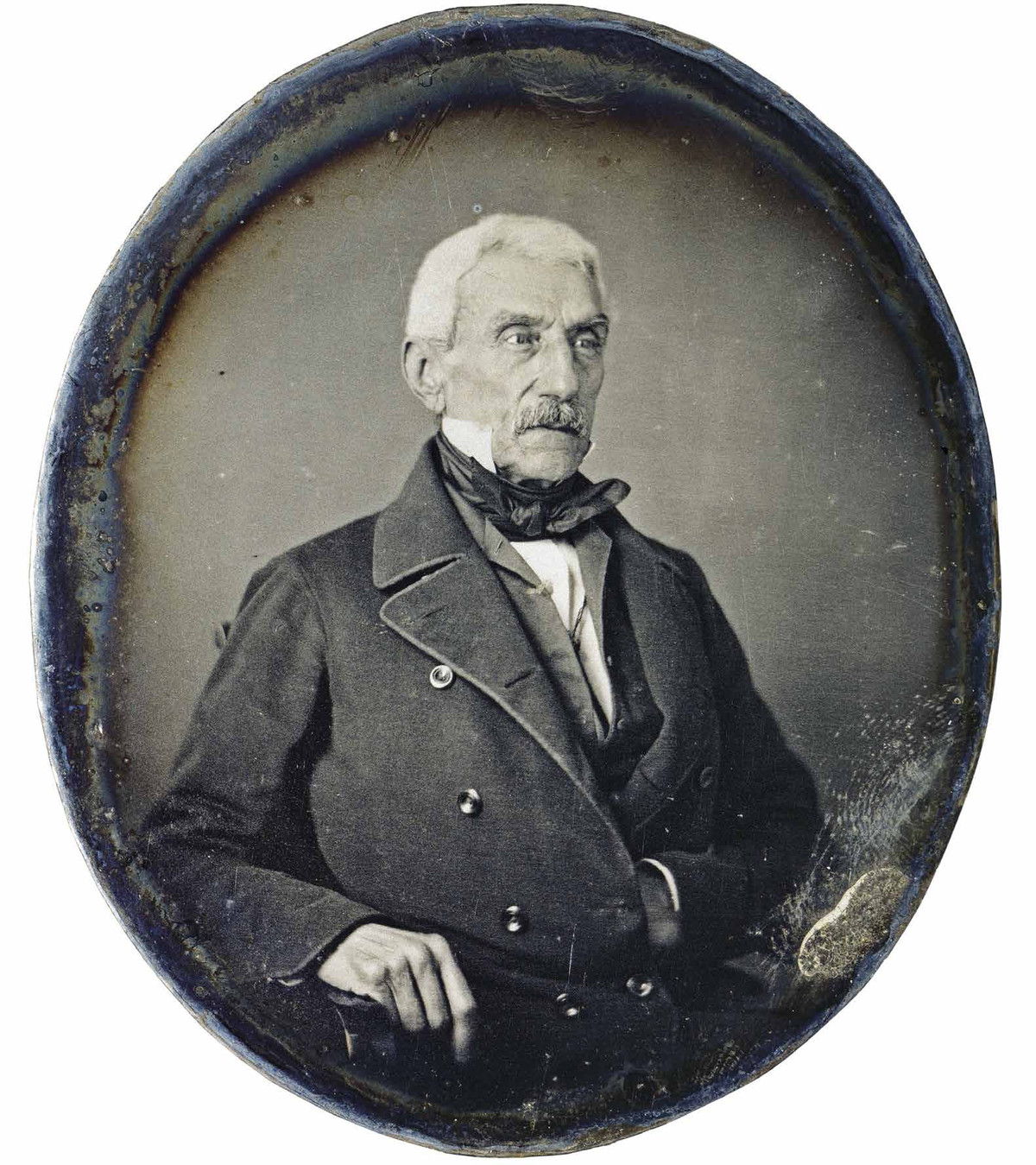
José de San Martín en 1848.

Es digna también de mencionarse la actitud tomada por Castilla al reconocer y pagar la pensión acordada por el Perú al Libertador José de San Martín (1849), quien por entonces se hallaba en su retiro de Boulogne-sur-Mer, Francia, atravesando penurias económicas. Fue así el Perú el único país de Sudamérica que ayudó materialmente en sus últimos días al Libertador, quien falleció el 17 de agosto de 1850. En Lima se hicieron exequias y honores a quien fuera el fundador de la República Peruana.

### El rechazo a la Misión Obando

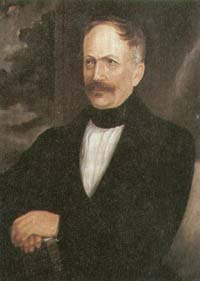
El general colombiano José María Obando fue acreditado por su gobierno como ministro plenipotenciario en Lima, en 1850, pero el presidente Castilla se negó a recibirle como tal.

El general José María Obando, uno de los caudillos de Colombia (entonces llamada Nueva Granada), se había refugiado en el Perú en 1842, donde gozó de la protección del gobierno de Juan Crisóstomo Torrico. Pero tras el derrocamiento de este, fue obligado a retirarse del Perú. Volvió al país al producirse la restauración constitucional de 1845, siendo acogido por el presidente Castilla, quien incluso lo ayudó económicamente. Desde Lima, Obando hizo campaña periodística contra su enemigo, el presidente de Colombia Tomás Cipriano de Mosquera. Tras el cambio de gobierno en Colombia y la ascensión de José Hilario López, Obando regresó a su patria en 1849. Al año siguiente fue acreditado como ministro plenipotenciario en Lima. Pero el gobierno de Castilla se negó a recibir sus credenciales, produciéndose así un incidente diplomático con Colombia.
Una versión muy difundida sobre la razón de la negativa de Castilla, es que Obando era sindicado como el asesino del mariscal Antonio José de Sucre, suceso ocurrido en 1830 en las montañas de Berruecos. Como Obando protestase, Castilla le respondió: «Puede ser que los tribunales de su Patria no lo hayan condenado, pero Ud. no ha sido absuelto por la opinión pública de América».
En realidad, no se sabe el verdadero trasfondo del rechazo de Castilla a la misión Obando. En un documento escrito por el canciller Joaquín José de Osma, se alude al episodio, afirmando que Castilla consideró indecoroso recibir a un personaje que, cuando había estado asilado en el Perú, el gobierno colombiano lo había reclamado con los calificativos peyorativos de asesino alevoso e incendiario, y que luego, inexplicablemente, lo enviaba como ministro, sin retirar esas notas cargadas de insultos.
Al producirse el cambio de gobierno en Perú con la ascensión de José Rufino Echenique (abril de 1851), el gobierno colombiano insistió en acreditar a Obando como su ministro en Lima. Pero Echenique mantuvo la negativa de su antecesor.

## Política educacional
Desde el inicio de la República, no se había contemplado implementar en el Perú una política educativa integral. Castilla, asesorado por expertos en el tema, abordó directamente el asunto y de ese modo fue el primer gobierno republicano en hacerlo.

### La educación elemental o primaria
El Estado se encargó directamente de las escuelas de enseñanza elemental y de la asignación de rentas a los preceptores. Una resolución legislativa de 8 de mayo de 1848 estableció, mientras se discutía un plan general, los cuatro cuadernos para la enseñanza elemental: lectura analítica, ortología, caligrafía y ortografía. La enseñanza era diferenciada, es decir, niños y niñas no podían estudiar juntos y cada grupo debía tener su escuela y enseñanza propia. Se fundaron escuelas primarias en varios pueblos de provincias.

### Reorganización de los colegios
Castilla emprendió también la reorganización y restablecimiento de los colegios nacionales (educación media o secundaria) en toda la República, pues estos se habían visto seriamente afectados, en sus rentas y personal, por las guerras civiles e internacionales ocurridas en las dos primeras décadas de la vida republicana.
Se reglamentó los cursos que debían impartir los profesores, se dotó de rentas adicionales a algunos colegios, se ordenó la reorganización completa de algunos planteles como el Colegio Nacional de la Independencia Americana de Arequipa, se dispuso la reapertura de varios colegios como el Colegio San Miguel de Piura, el Colegio de la Libertad de Huaraz y el Colegio de Educandas del Cuzco. Empezó el florecimiento de planteles como el Colegio de Ciencias y Artes del Cuzco, el Colegio de Ciencias y Artes de Cajamarca y el Colegio de San Carlos de Puno, entre otros. Y se fundaron el Colegio de Educandas de Trujillo, el Colegio de San Francisco de Arequipa, el Colegio San Ramón de Ayacucho, el Colegio de Santa Rosa de Puno, el Colegio de la Victoria de Tacna y la Escuela Central de Minería de Huánuco.

### Reglamento de Instrucción Pública de 1850
El 14 de junio de 1850 se dio un Reglamento de Instrucción Pública, rubricado por Castilla y su ministro Juan Manuel del Mar. Fue el primer reglamento orgánico de carácter general para toda la República y por el cual el Estado asumía la dirección y la administración de la educación, que hasta entonces estaba divididida entre la autoridad política, beneficencias, municipalidades, colegios y universidades. Se creó una Junta Central de Instrucción Pública de doce miembros, con filiales en las capitales de departamento y de provincia, y que tenía funciones de supervigilancia y colaboración. Cualquier ciudadano podía crear planteles de enseñanza, pero debía someterse a las disposiciones del Reglamento para que fuera validado oficialmente. Quedaba así centralizada la instrucción pública, diferenciada de la privada y dividida en tres grados de instrucción:
- Primero: Escuelas de primer y segundo orden.
- Segundo: Colegios Menores.
- Tercero: Colegios Mayores y Universidades

Los Colegios Menores se encargaban de continuar la educación impartida en las escuelas que seguía al segundo grado. Los cursos debían ser lengua y literatura castellana, nociones de lógica y ética, rudimentos de química, física e historia natural, elementos de matemáticas puras, historia y geografía universal (con extensión especial hacia la del Perú), reglas de la Constitución Política, higiene, dibujo y música. Los Colegios Mayores se encargaban de complementar la instrucción científica y humanística; en ellos se podían dar los exámenes correspondientes a los grados universitarios, aunque una vez aprobados, el graduado debía sostenerlo en la Universidad. Se mantuvo así la antigua estructura de los Colegios Mayores como institutos de educación media y profesional a la vez, persistiendo la confusión existente desde la época virreinal entre ambos niveles de enseñanza.

### Escuelas de Artes y Oficios
Por ley de 23 de octubre de 1849 se ordenó la fundación de escuelas de artes y oficios en cada capital de departamento, cuyos recursos se deducirían de los sobrantes de las rentas municipales o de otra fuente por determinarse. Esta ley tenía como fin orientar la enseñanza al desarrollo de la industria y la artesanía, superando así la formación meramente humanística que se daba en los colegios, así como proponía becas para estudiantes de escasos recursos. Pero no se llegó a concretar y se quedó solo como una buena intención.

### Desarrollo de la educación superior
Fue bajo el gobierno de Castilla en que empezó un importante desarrollo de la educación superior. Destacan especialmente el Convictorio de San Carlos, el Colegio de la Independencia (antiguo Colegio de Medicina de San Fernando y actual Facultad de Medicina Humana de la Universidad de San Marcos) y el Seminario de Santo Toribio. Este desarrollo implicaba una mejora en la calidad docente y en los programas de estudio, así como el aumento de presupuesto.
Destacó también en el plano de la educación superior el Colegio Nuestra Señora de Guadalupe, institución privada fundada en 1840, inicialmente destinada a la educación primaria, aunque fue ampliándose a la educación secundaria, hasta llegar al nivel superior. Por entonces contaba con maestros imbuídos de ideología liberal. Su rector era entonces el célebre educador español Sebastián Lorente, que hizo una profunda renovación en la metodología de enseñanza. Los debates ideológicos que este centro de estudios tuvo con el conservador Convictorio de San Carlos influyeron en el desarrollo intelectual del Perú, como veremos más adelante. Fue años después, en 1855, cuando el Guadalupe pasó a ser Colegio Nacional, quedando limitado a impartir educación media o secundaria.
La Universidad Nacional Mayor de San Marcos (al igual que las universidades de provincias) permaneció por lo pronto rezagada, sin adecuarse a los grandes avances del mundo y solo empezaría a mejorar con la reforma de 1855, ya bajo el segundo gobierno de Castilla.

### Reforma de la educación médica. Cayetano Heredia

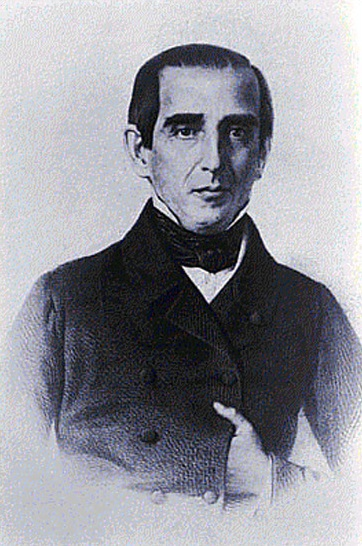
Cayetano Heredia, reformador de los estudios médicos en el Perú.

El médico Cayetano Heredia, al frente de una comisión creada en 1842, se dedicó en reorganizar y modernizar el Colegio de la Independencia, nombre con que la República bautizó al colonial Colegio de Medicina de San Fernando, que a partir de 1855 se convirtió en la Facultad de Medicina Humana de la Universidad de San Marcos. Heredia puso su enseñanza al nivel de los adelantos científicos que se daban en Europa, especialmente de parte de la escuela francesa. Gestionó la contratación de destacados profesionales médicos del extranjero para que se dedicaran a la enseñanza, como el italiano Manuel Solari, el francés Pedro Dunglas y el guayaquileño José Julián Bravo. Contrató también como docentes a los italianos Antonio Raimondi (naturalista) y José Éboli (químico), y al sabio español Sebastián Lorente, que se encargaron de dictar diversas materias relacionadas con el ejercicio de la práctica médica. Y entre los docentes peruanos figuraban los destacados cirujanos Julián Sandoval y Marcelino Aranda. Asimismo, Heredia amplió los gabinetes de física e historia natural; fundó el museo de anatomía patológica y enriqueció la biblioteca con libros de su propiedad; a varios de sus alumnos destacados los envió a Europa para que se perfeccionaran, financiándoles con su propio peculio, ya que el Colegio no tenía recursos suficientes. Todos ellos se convirtieron después en renombrados médicos, como fueron los casos de José Casimiro Ulloa, Francisco Rosas, Rafael Benavides y José Pro.
Por decreto de 30 de diciembre de 1848 se abolió el Tribunal del Protomedicato, vieja institución colonial encargada de cautelar el ejercicio de la profesión médica. En su reemplazo se creó una Junta Directiva de la Facultad de Medicina compuesta por siete miembros y con un presidente elegido periodicamente de manera rotativa entre ellos. Se encargaba de someter a los graduados del Colegio o Facultad de Medicina a las pruebas necesarias para conferirle el grado de doctor, así como a otras funciones relacionadas con el ejercicio de la medicina.
Importante hito en la práctica de la cirugía fue la llegada de la anestesia por inhalación de éter, que por primera vez se aplicó en Lima el 20 de abril de 1847 por el doctor Julián Sandoval. También renació la enseñanza de la obstetricia, que había decaído luego de la partida en 1836 de la señora Paulina Cadeau de Fessel, pionera de la práctica obstétrica en el Perú.  En 1847 se inauguró un nuevo local de la Maternidad, en forma de anexo del Hospital Santa Ana.

## Política inmigratoria

### Inmigración china

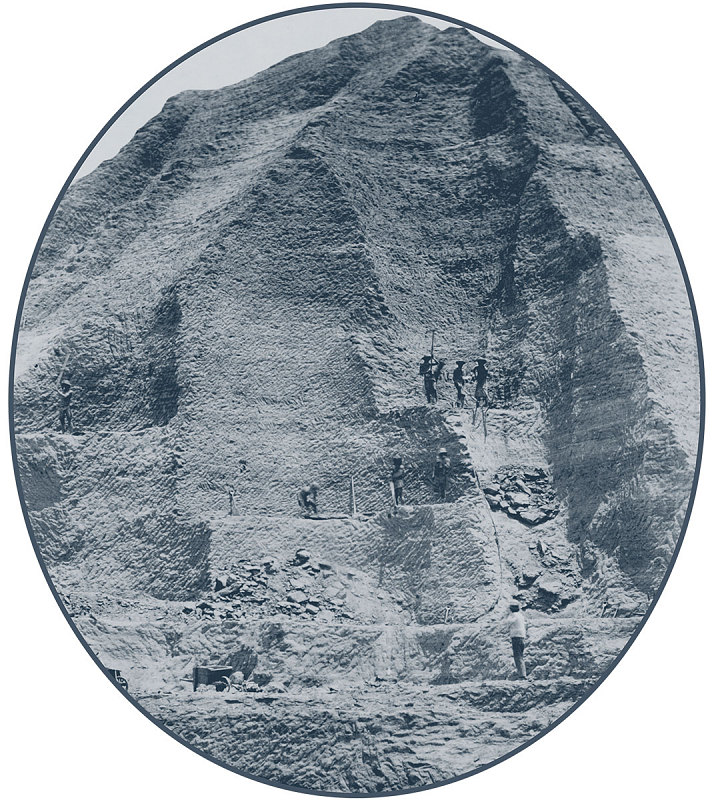
Trabajadores chinos extrayendo el guano de islas en Chincha.

Ante la queja de los agricultores por la falta de mano de obra en los campos, el Ejecutivo, a través del ministro de Gobierno Juan Manuel del Mar, envió al Congreso un proyecto de inmigración para traer del extranjero mano de obra. Se creó también un fondo. El Congreso aprobó una Ley General de Inmigración, que fue promulgada el 17 de noviembre de 1849. Para favorecer esta inmigración se concedió una prima de 30 pesos al empresario por cada uno de los inmigrantes que introdujera, cuando viniesen en partidas de más de cincuenta y cuyas edades fuesen de 10 a 40 años. Esta ley fue conocida popularmente como la «ley china», ya que fomentó más que nada a la inmigración de chinos o culíes para las labores agrícolas y la extracción del guano de islas. Los empresarios Domingo Elías y Juan Rodríguez recibieron la exclusiva para introducir chinos por cuatro años; la primera partida, 75 chinos en total, procedentes de Cantón, había arribado al Callao antes de la promulgación de la ley, el 15 de octubre de 1849. Hasta 1852 arribaron 2516 chinos.

### Inmigración europea
En el marco de la ley de 1849, llegaron también colonos europeos, pero en menor cuantía. Eran alemanes e irlandeses, estos últimos huyendo de la hambruna que asolaba entonces Irlanda. Hasta 1853 entraron 1096 alemanes y 320 irlandeses. Pero a diferencia de otros países de América, la inmigración europea no prosperó en el Perú. Muchos irlandeses que arribaron al Perú optaron luego por ir a Australia. Por su parte, los alemanes intentaron infructuosamente colonizar la región selvática. Solo años después, ya bajo el segundo gobierno de Castilla, se instalaría una colonia de austroalemanes en Pozuzo.

## Aspecto intelectual

### Debate entre liberales y conservadores

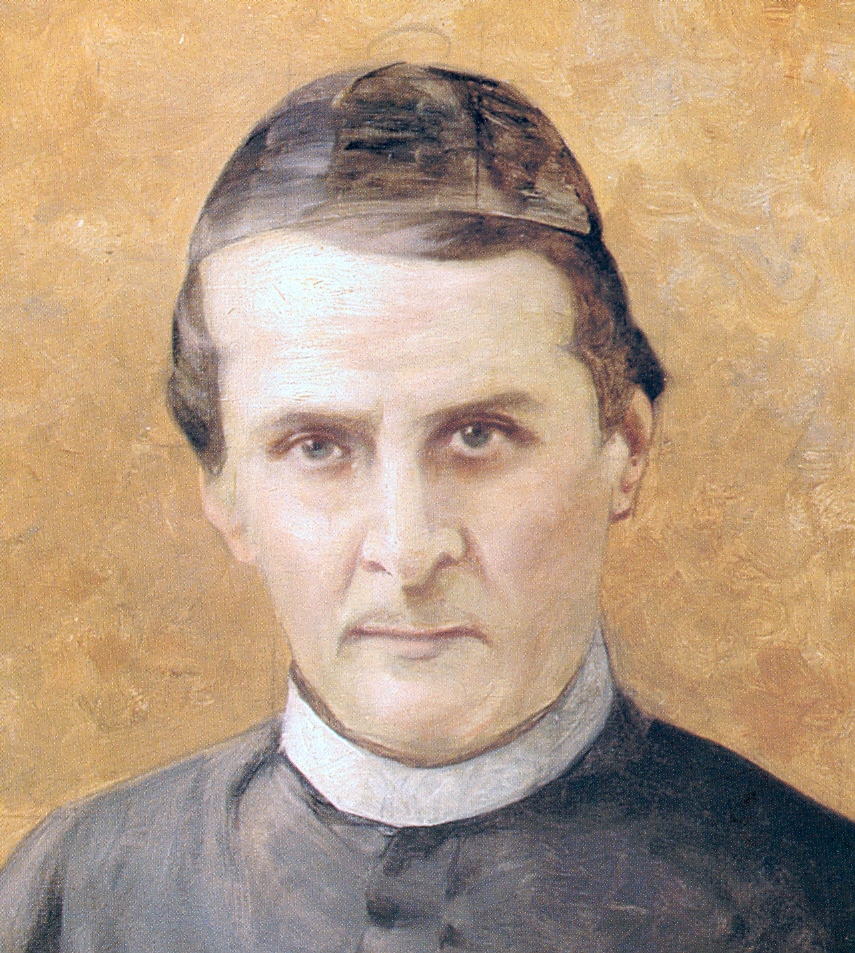
Bartolomé Herrera, rector del Convictorio de San Carlos, fue el líder del pensamiento conservador peruano.

La polémica entre liberales y conservadores databa desde los inicios de la República. Pero los adalides de cada una de esas tendencias se hallaban ya en el retiro, y en general habían visto fracasar sus proyectos políticos ante el desorden y la anarquía. El retorno del Perú a la vida democrática en 1845, sumado al orden interno y al progreso material que vivió el país, propició el desarrollo de un gran movimiento intelectual representado por nuevas figuras descollantes de ambas tendencias.
Después de dos décadas de vida política confusa, pudo al fin reanudarse con mucha altura el diálogo ideológico entre conservadores y liberales, es decir, entre los defensores del orden y los defensores de la libertad. Los conservadores estaban liderados por el sacerdote Bartolomé Herrera, rector del Convictorio de San Carlos; entre los líderes del liberalismo descollaban Benito Laso, Francisco de Paula González Vigil y los hermanos Pedro y José Gálvez; estos últimos curiosamente se habían forjado en la ideología conservadora del claustro carolino.

### Polémica entre Herrera y Laso
Bartolomé Herrera había sido nombrado rector del Convictorio carolino en 1842, después de que pronunciara un notable sermón durante las exequias del presidente Gamarra, que ha sido considerado como un llamado al orden del país. El 28 de julio de 1846, aniversario de la independencia, Herrera pronunció otro sermón en la Catedral de Lima, a solicitud del presidente Castilla. Este sermón marcó el comienzo de la lucha ideológica entre conservadores y liberales.
Herrera interpretó la historia peruana en un sentido providencialista. Según él, los incas habían cumplido su misión de unificar y civilizar el mundo andino, pero al caer en guerra civil, llegó España trayendo el orden y la verdadera fe. Reconoció que hubo excesos por parte de los españoles pero que ello fue fruto de la injusticia propia de los hombres de la época. Luego llegó la independencia como algo inevitable, pero trajo consigo principios falsos e impíos de la revolución francesa y que por eso era ya hora de reaccionar contra ellos tal como se venía haciendo en Europa.
Según la visión de Herrera, existe una ley natural o sea divina, que hace que algunos estén más capacitados para mandar y dar las leyes, por estar dotados de inteligencia; es pues de Dios de quien emana la autoridad y las autoridades son sus mandatarios. El resto, que es el pueblo, debe obedecer. La soberanía no es pues sino la obediencia a las autoridades conforme a la voluntad divina.

Benito Laso, representante del liberalismo peruano más extremo, no obstante lo cual, no tuvo reparos en servir como político a los gobiernos conservadores.

Benito Laso asumió la labor de refutar la tesis de Herrera, a través de la prensa periódica. Este personaje se destacaba por su liberalismo radical. Prócer de la independencia, periodista, magistrado, había sido también ministro de Estado varias veces. Frente a la tesis de Herrera de la «soberanía de la inteligencia», esto es, que solo los mejores y más preparados de la sociedad era quienes debían gobernar y dar las leyes, Laso defendió con ardor la «soberanía popular» emanada del conjunto de ciudadanos libres y capaces. Laso se retiró finalmente del debate al considerar que había sido insultado y ridiculizado, pero ello no puso fin a la polémica, que continuó con otros interlocutores. El debate esta vez giró sobre si el consentimiento del pueblo para que alguien les gobierne era o no el origen de la soberanía.

### La rivalidad entre los Colegios Guadalupe y San Carlos
Así como el Convictorio de San Carlos, dirigido por Bartolomé Herrera era la sede del conservadorismo, el Colegio Guadalupe, dirigido por el español Sebastián Lorente, se convirtió en el bastión de los liberales. Entre los profesores del Guadalupe descollaban los hermanos Pedro y José Gálvez. En 1850, ante la renuncia de Lorente por razón de salud, Pedro Gálvez pasó a ser rector de Guadalupe, y cuando dejó dicho cargo en 1852 fue reemplazado por su hermano José Gálvez, el futuro ministro de Guerra y héroe del Combate del Callao de 1866. Bajo esta nueva dirección, el liberalismo de Guadalupe se fue acentuando, mientras que la intensidad de la prédica conservadora de San Carlos, alejado ya Herrera de su dirección, se amenguó.
San Carlos defendía la soberanía de la inteligencia, en tanto que Guadalupe era el abanderado de la soberanía de la libertad. Como lo resumió el historiador Jorge Guillermo Leguía San Carlos representaba el orden y Guadalupe la libertad.

### El debate parlamentario entre Herrera y Pedro Gálvez

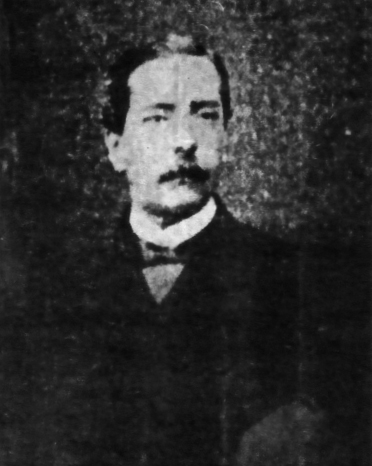
Pedro Gálvez Egúsquiza, profesor y luego rector del Colegio Guadalupe, fue el más destacado de los voceros del liberalismo peruano desde la cátedra y la tribuna parlamentaria.

En 1849, Bartolomé Herrera y Pedro Gálvez fueron elegidos diputados al Congreso, por lo que llevaron a la tribuna parlamentaria las discusiones ideológicas realizadas hasta entonces desde la cátedra. Se produjeron así interesantes debates entre conservadores y liberales, sobre diversos temas, siendo el más memorable, el debate sobre el sufragio de los indígenas. Naturalmente, Herrera se oponía a que se otorgara el voto a los indígenas y mestizos analfabetos, porque, según él, tenían una incapacidad natural para ejercer ese derecho. Lo cual fue refutado por Gálvez, negando que la capacidad sea el origen del derecho. Otro debate interesante fue sobre la ley de reforma de la elección de los obispos, en la que intervino Herrera de manera magistral, refutando que los representantes del pueblo tuvieran algún derecho al respecto. En este caso, uno de sus interlocutores fue José Manuel Tirado.

### Las críticas de Vigil a la curia romana
El clérigo tacneño Francisco de Paula González Vigil representaba una corriente liberal e ilustrada dentro de la Iglesia católica. En 1849 terminó de escribir su obra Defensa de la autoridad de los gobiernos contra las pretensiones de la curia romana, en seis tomos, en los que defendió la existencia de iglesias nacionales supeditadas a la autoridad civil (lo que se llama tesis regalistas).

## Aspecto jurídico

### Abolición de los mayorazgos
A pesar de que las leyes constitucionales desde 1828 establecían normas más democráticas con respecto a la propiedad, subsistía todavía en el Perú los mayorazgos, rezago colonial que consistía en el derecho de la clase alta de poseer bienes inalienables o no enajenables, es decir, que solo se podían transmitir dentro de cada familia por orden sucesorio, favoreciendo especialmente al hijo mayor. Esto era lo que había permitido a la aristocracia colonial conservar y acrecentar su poder económico durante la época virreinal.
Por ley del 4 de noviembre de 1849 se abolieron definitivamente los mayorazgos. Incluso la ley fue más lejos que la Constitución, al declarar que todo bien era enajenable, y se hizo extensiva a otro tipo de vinculaciones, como las capellanías eclesiásticas. A partir de entonces fue más fácil el reparto de la propiedad (aunque no pudo evitarse la existencia del latifundio) y se permitió el ascenso de nueva gente a la alta vida social, en virtud del privilegio de la riqueza y ya no del abolengo aristocrático; esta nueva clase es la llamada plutocracia republicana.

### Ley de Propiedad Intelectual
Por ley del 31 de octubre de 1849 se introdujo en el Perú lo que hoy llamamos Derecho de Propiedad Intelectual, sobre escritos, cartas geográficas, obras pictóricas y musicales, exceptuando aquellas obras contrarias a la fe católica o que ofendieran la moral y las buenas costumbres, las cuales debían ser perseguidas por la ley. El autor tenía el derecho de vender y difundir sus obras dentro y fuera del territorio de la República y gozar de sus dividendos de por vida, y sus herederos dentro de veinte años después de su muerte, luego de lo cual pasarían a dominio público. A decir de Basadre, durante más de un siglo esta ley se mantuvo inoperante.

### Reglamentación de las Sociedades de Beneficencia
El 9 de septiembre de 1849 se dio el Reglamento orgánico de la Sociedad de Beneficencia Pública de Lima, que se complementó el 28 de octubre del mismo año con otro para las sociedades de beneficencia de provincias. Quedó establecido que dichas entidades debían estar regidas en cada capital por juntas de cinco miembros, subordinadas al poder político. Sus funciones quedaron detalladas. Esto marcó un hito en el desarrollo de la beneficencia en el Perú.

### Preparación de los Códigos civiles

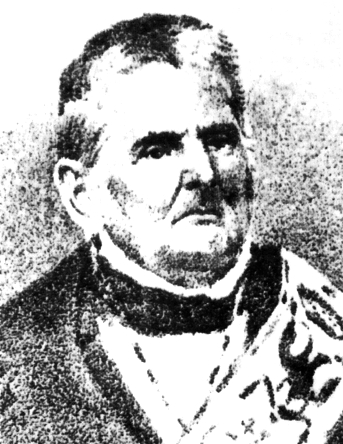
Francisco Javier Mariátegui y Tellería, formó parte de la Comisión que discutió el proyecto del Código Civil de 1852.

Durante la Confederación Perú-Boliviana, el protector Andrés de Santa Cruz había impuesto a los Estados peruanos los códigos de Bolivia, de inspiración napoleónica. Tras la caída de Santa Cruz en 1839, volvieron a regir en el Perú las antiguas leyes civiles de la época colonial, lo que implicaba un evidente atraso. El gobierno de Castilla, a instancias del Consejo de Estado, ordenó la preparación de nuevos códigos republicanos que debían proponerse ante el Congreso para su aprobación. Se formó al respecto una comisión técnica integrada por juristas de distintas ideologías, como los conservadores Manuel Pérez de Tudela y Manuel López Lisson, y el liberal Francisco Javier Mariátegui. La Comisión en el Congreso la integraron Manuel Carrera, Julio José Rospigliosi, José Luis Gómez Sánchez y José Manuel Tirado.
El proyecto del Código Procesal Civil quedó aprobado en apenas medio año de discusión, pero el del Código Civil desató un debate enconado en lo que respecta al tema del matrimonio, que los liberales querían que figurase como contrato y los conservadores como sacramento. No se llegó a un consenso; mientras tanto, se terminó de discutir otro proyecto de Código, el de Enjuiciamientos en materia civil. Castilla, en vista que se vencía el plazo dado por ley, ordenó por decreto de 22 de noviembre de 1850 que se publicaran de una vez ambos códigos, tal como estaban y separando solo los artículos en cuestión, pero el Congreso lo impidió en junio de 1851. El siguiente gobierno de José Rufino Echenique ordenó que ambos proyectos volvieran a la discusión parlamentaria. Finalmente, el Congreso los aprobó y fueron promulgados por el gobierno el 28 de julio de 1852. El Código Civil de 1852 se mantendría vigente hasta 1936 y el de Enjuiciamientos en materia civil hasta 1911.

### Reglamento de Tribunales
El 22 de septiembre de 1845 la Corte Suprema del Perú promulgó un Reglamento de Tribunales, que pese a sus vacíos y defectos, era superior a otro dado en 1822 que todavía se basaba en las antiguas leyes españolas. Su finalidad era detallar la organización y las facultades de los juzgados y tribunales. Se mantuvo en vigencia hasta 1853, cuando se promulgó otro.

### Legislación sobre comunidades indígenas

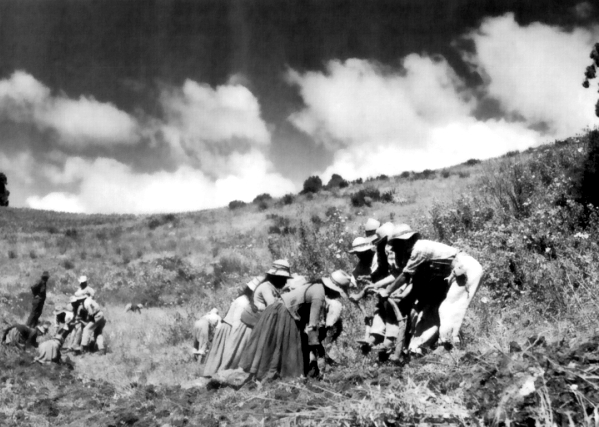
Faena agrícola de comuneros indígenas en la sierra peruana.

Desde el inicio de la era republicana, la clase dirigente criolla había impulsado la conversión de los indígenas en propietarios parceleros, yendo así contra la herencia milenaria de la comunidad indígena. Esta política, fruto del pensamiento liberal, más que favorecer a los indígenas, había propiciado a que las tierras de estos estuvieran sujetas a diferentes formas de enajenación, mayormente en beneficio de los latifundistas.
Durante su primer gobierno, Castilla defendió los derechos de las comunidades indígenas, y como ejemplo de ello dio dos resoluciones, el 15 de enero y el 30 de abril de 1849, a favor de las comunidades de la provincia de Huarochirí. Pero al no legislarse explícitamente sobre el régimen de posesión de las tierras comunales, este vacío fue aprovechado a su favor por los terratenientes u otros propietarios. Es más, el 6 de agosto de 1846, se promulgó una ley que establecía una indemnización por las tierras enajenadas en los gobiernos anteriores, pero que más estaba orientada a favorecer a los terratenientes que habían adquirido esas tierras en el interior de las comunidades, que a estas.

## Progreso material. Obras públicas. Administración
En lo que respecta a las obras públicas y al adelanto material, bajo el gobierno de Castilla se alcanzó un progreso notable.

### El primer ferrocarril del Perú y Sudamérica

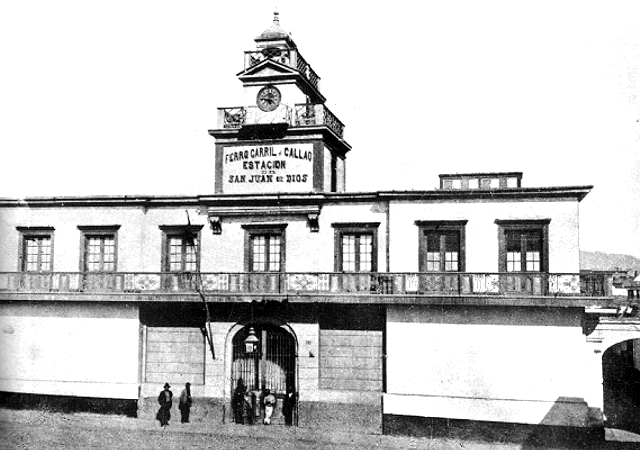
Estación San Juan de Dios en Lima, del ferrocarril de Lima al Callao, hacia 1870.

Fue en el gobierno de Castilla en el que se construyó el primer ferrocarril del Perú, que fue a la vez el primero de Sudamérica y de todo el hemisferio sur. Cubría la ruta de Lima a Callao. Se hizo el contrato de la obra con los acaudalados empresarios Pedro González de Candamo y José Vicente Oyague y hermano. La ceremonia de inicio de la obra en la estación de Lima se realizó el 30 de junio de 1850, presidida por el mismo Castilla, quien, al recibir el badilejo para colocar la primera piedra, expresó las siguientes palabras: «Este instrumento de la industria en manos de un soldado republicano es para mí de mayor importancia que el cetro del universo». La inauguración de la línea se dio el 17 de junio de 1851. El ferrocarril contaba con pasajes de tres clases, según sus categorías.
La estación del ferrocarril en Lima se llamaba San Juan de Dios, por haber estado allí un antiguo convento colonial de dicho nombre, en la zona que hoy ocupa la Plaza San Martín.
Existe la discusión de que si este ferrocarril fue en realidad el primero del subcontinente americano. Se dice que un ferrocarril de la Guayana británica (de Georgetown a Plaisance) es en realidad el más antiguo del continente, pues fue entregado al tráfico en 1849. También ha entrado en la disputa el ferrocarril Caldera-Copiapó, en Chile, inaugurado el 25 de diciembre de 1851, pero cuya obra había empezado antes que la del ferrocarril peruano. Pero lo seguro es que el ferrocarril de Lima a Callao tiene el mérito de haber sido el primero en realizar el servicio de transporte de carga y pasajeros en la Sudamérica hispana (el de Caldera-Copiapó era solo de carga). El primer ferrocarril de Brasil se inauguró en 1854; y el de Argentina en 1857.

### Implantación del alumbrado a gas
Todavía en 1845 se seguían usando en las calles de Lima los viejos faroles de mechero de la época colonial, cuya iluminación era muy débil. Por decreto de 12 de julio de 1845, Castilla autorizó a Melchor Charón para el establecimiento del sistema de alumbrado a gas en la capital. Una demostración privada fue hecha ante el presidente en la Casa de la Moneda de Lima. El contrato se firmó el 25 de marzo de 1851, mediante el cual Charón se comprometió a colocar quinientas luces en el perímetro urbano de Lima. El estreno del sistema se daría bajo el segundo gobierno de Castilla, en 1855.

### Reorganización del servicio de correos

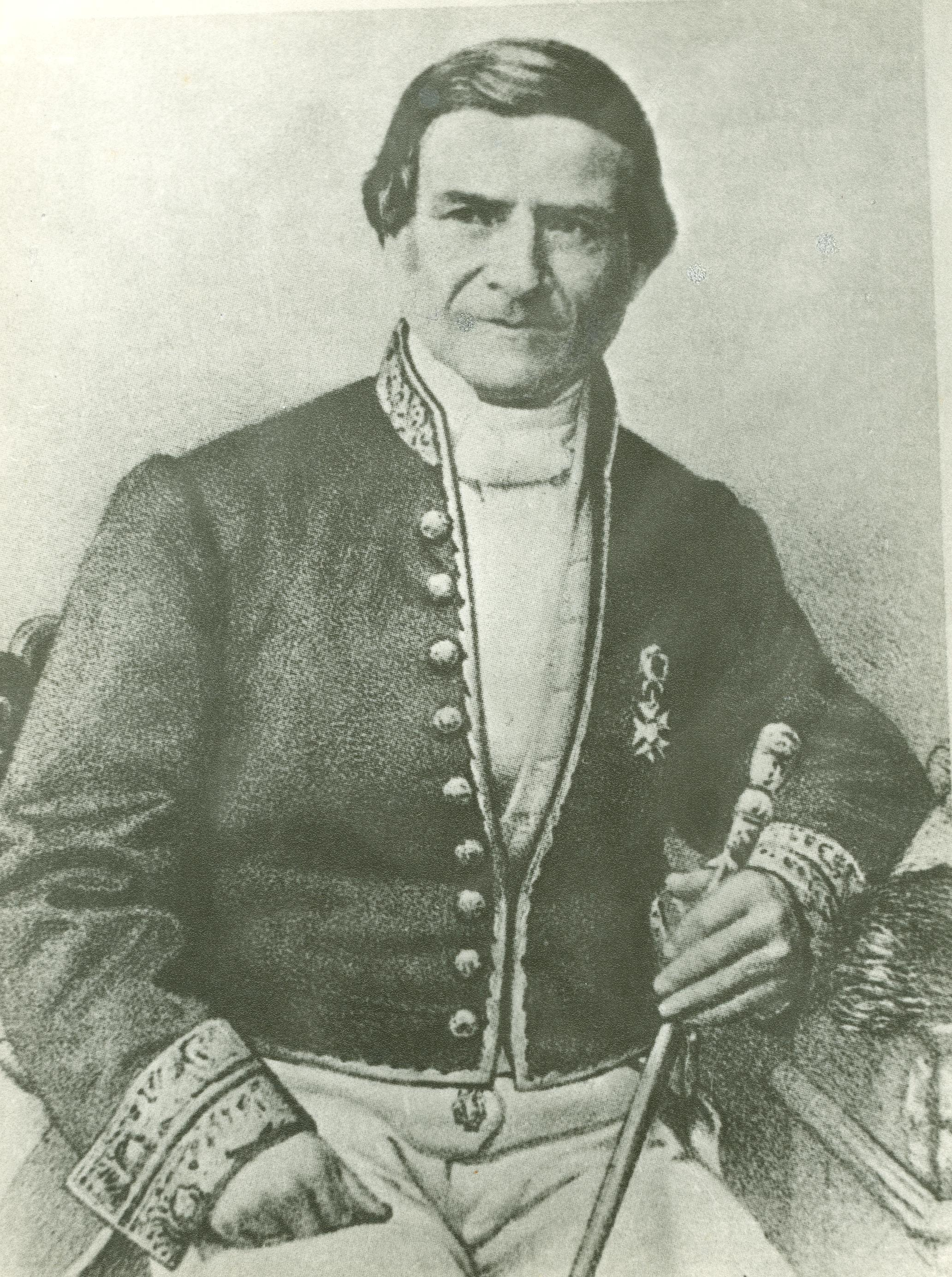
José Dávila Condemarín fue ministro de Gobierno, Instrucción Pública y Beneficencia del gobierno de Castilla, además de Administrador General de Correos. Anteriormente, durante la anarquía militar, fue varias veces ministro de Relaciones Exteriores.

Castilla ordenó una reorganización total del servicio de correos, que desde la época colonial se hallaba en un estado deplorable, careciendo de la debida seguridad y garantía. En 1849 fue nombrado administrador general de Correos el abogado y erudito José Dávila Condemarín; su gestión fue notable. Logró conseguir fondos e impartió normas que garantizaron la inviolabilidad de la correspondencia. Promovió la adopción del sistema de sellos y estampillas para el franqueo.

### El Mercado Central de Lima
La primera gran obra del progreso urbano de Lima fue la construcción del Mercado Central de Lima, un moderno mercado de abastos que debía  reemplazar a los anticuados e insalubres mercadillos de herencia colonial. El decreto se dio el 19 de noviembre de 1846. Su sede quedó fijada en el terreno donde hasta hoy se mantiene: la manzana rodeada por los actuales jirones Huallaga, Andahuaylas, Ucayali y Ayacucho. Para tal obra se expropió parte del Convento de la Concepción, que originó la protesta de las monjas, que fueron apoyadas por el arzobispo de Lima Francisco Xavier de Luna Pizarro. El gobierno argumentó que los bienes de los conventos eran de dominio público, pero en aras de una conciliación, se comprometió a indemnizar. Si bien empezaron las demoliciones, la obra fue paralizada y sería el sucesor de Castilla quien la retomaría. 
Otra novedad en lo que respecta a las obras urbanas fue el asfaltado o empleo de asfalto en las aceras aledañas a la Plaza de Armas de Lima (1846). También se empezó a hacer el enlosado de las calles de Lima. Se dispuso que los propietarios costearan la mitad del valor de la obra realizada al frente de sus propiedades (1847).

### Impulso a la navegación a vapor
Continuó el impulso a la navegación a vapor, iniciada en 1840, la misma que estaba a cargo de la Compañía inglesa de vapores. La travesía ya no era solo del Callao a Valparaíso, sino que se extendió a Panamá, aumentándose el número de vapores. Un pasaje del Callao a Valparaíso costaba 120 pesos.

### Obras de salubridad en los puertos

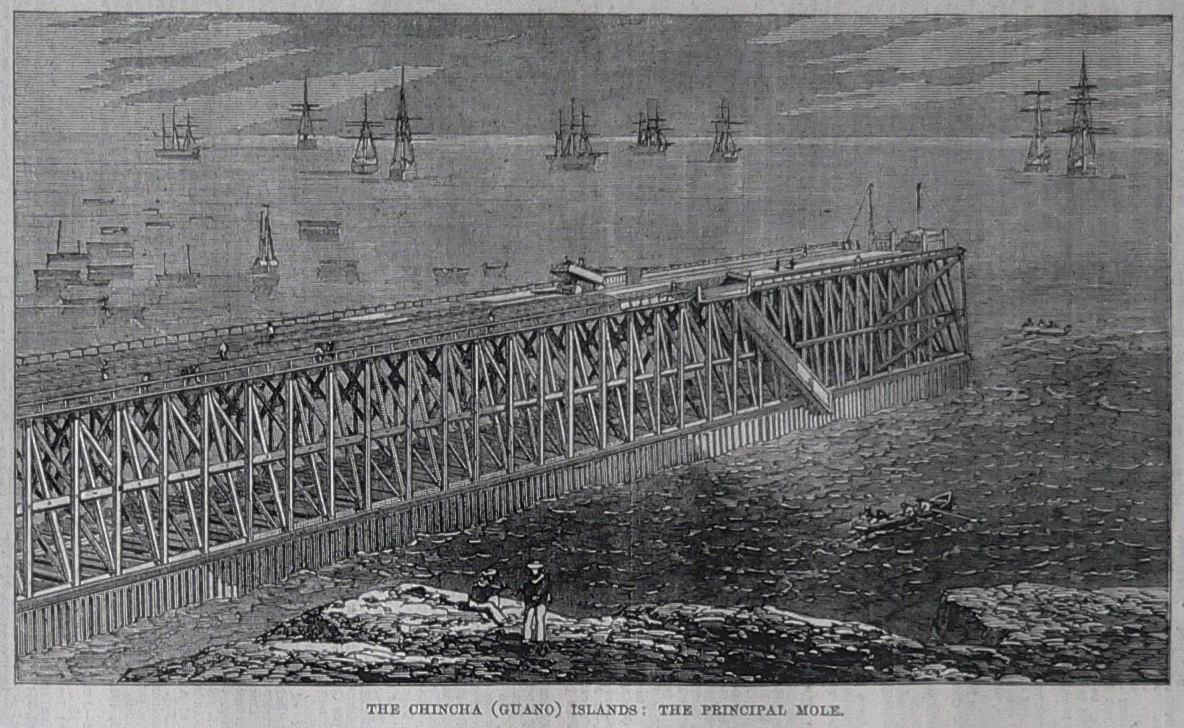
Muelle de Chincha.

Hasta 1845, Lima era la única ciudad del Perú que contaba con cañerías de hierro para la conducción del agua potable. En 1846 el gobierno hizo contrato con William Wheelwright para la instalación de dicha obra en el puerto del Callao. Otros contratos similares se hicieron en beneficio de los puertos de Arica e Islay.

### Obras públicas en provincias
El gobierno dispuso también que se hicieran obras públicas en toda la República. Se construyeron iglesias, hospitales, colegios, mercados, aduanas, cuarteles, prefecturas, así como caminos de herradura y puentes que pusieron en contacto a muchos pueblos del interior.
Es de destacar la reconstrucción del puente de Izcuchaca sobre el río Mantaro (1847) y la contratación del puente metálico sobre el río Lurín, obra esta que se inauguró en el gobierno siguiente. En cuanto a obras viales, se ordenó abrir un camino de Pasco hacia la región selvática de Pozuzo, y de allí a Mairo, que eran territorio de misiones (1845).
Se inició también la construcción de la vía Cuzco-Santa Ana.
También se hicieron estudios sobre trabajos de irrigación para ganar tierras de cultivo. Al respecto, se reinició el proyecto de las Pampas de Uchusuma, en Tacna.

### Estadística y censo
Por decreto del 29 de abril de 1848 se fundó el Consejo Central de Estadística, que dio un Reglamento de Estadística Nacional. Su propósito era registrar una estadística minuciosa de todos los ramos del servicio público, lo que constituiría una valiosa herramienta para el gobierno en su labor a favor de las poblaciones. Debía estar compuesta por siete secciones de Estadística y por representantes de los distintos  ministerios, por las denominadas Juntas Departamentales de Información y las Juntas Provinciales de Estadística. Si bien no se cumplieron sus objetivos en ese entonces, es un antecedente del actual instituto de estadística del Perú (INEI).
En 1850 el gobierno de Castilla efectuó un censo de población, calculado en forma indirecta, es decir, a través de los datos contenidos en las matrículas de los contribuyentes, lo que arrojó la cifra de 2 001 200 habitantes. Sin embargo, sería solo a partir de 1862 en que se empezarían a realizar los censos de población propiamente dichos, de carácter directo.

### Desarrollo industrial
En el país empezó un importante desarrollo industrial, aunque se tratara solo de industrias ligeras y de consumo interno.
En 1846 se inauguró en el Callao una fábrica de velas y estearinas, que aprovechaba derivados de la ballena. Era de propiedad de Eugenio Rosell. 
En 1847 se fundó una fábrica de cristales en el Callao, de propiedad de los hermanos José y Francisco Bossio, que ya anteriormente habían tenido un local en Lima, pero esta vez lo ampliaron diversificando más su producción. También se fundó una fábrica de destilación de ácido sulfúrico en Lima.
En 1848, los propietarios del diario El Comercio de Lima, señores Manuel de Amunátegui y Alejandro Villota, instalaron la primera fábrica de papel que hubo en el Perú, traída de los Estados Unidos y que era movida por una rueda hidráulica. Se instaló en el llamado Molino de Deza, cerca de la Portada de Guías, en el barrio conocido como Abajo el Puente. Aparte de fabricar papel para el diario, fabricaron otro más áspero y de color marrón, para uso comercial. Los propietarios ampliaron también las instalaciones de su diario, instalando una máquina a vapor para mover sus prensas, traída también del extranjero.
En ese mismo año de 1848 se inauguró una fábrica de fósforos, moda de encendido de fuego que ya estaba difundida en reemplazo de la antigua pajuela. La fábrica, que se llamaba "La Peruana", se instaló en la Alameda que va al Callao. El precio de doce cajas de fósforos era de medio real.
Pero el proyecto más ambicioso de esos años fue sin duda una fábrica de telas denominada "Los Tres Amigos", inaugurada en Lima el 27 de julio de 1848, cuyos propietarios eran los señores Juan Norberto Casanova, José de Santiago y Modesto Herce, y que estaba financiado con capitales aportados por los hombres más ricos del Perú de ese entonces, Pedro González Candamo y Domingo Elías. Su sede estaba en la antigua casona colonial del virrey Manuel de Amat y Junyent, en la Alameda de los Descalzos, que fuera habitada por Micaela Villegas, la Perricholi, y que años después sería la sede de la cervecería Backus & Johnston (actualmente deshabilitada). Para su labor, los empresarios adquirieron un costoso telar mecánico, movido con una máquina de vapor que aprovechaba la caída del agua de las acequias cercanas. Daba trabajo a más de 160 personas, mayormente mujeres y comenzó la fabricación en serie de los primeros hilados y tejidos de algodón peruano (tocuyos). Su inauguración fue apadrinada por el mismo Castilla y su esposa. La puesta en funcionamiento de esta fábrica fue todo un acontecimiento que provocó la gran curiosidad del público, a tal punto que los dueños se vieron obligados a fijar solo un día a la semana para las visitas. El 30 de octubre de 1848 se entregó al presidente Castilla la primera pieza de tocuyo tejida en la fábrica, que fue depositada en el Museo Nacional. Lamentablemente, esta fábrica no se mantuvo por mucho tiempo y cerró en 1852. El libre mercado trajo productos más baratos del extranjero, donde los precios del algodón y los salarios eran más bajos que en Lima; era pues, imposible hacerles la competencia. Así quedó arruinado este primer intento de crear una industria nacional y no faltó quien ha creído que hubo toda una conspiración para favorecer al capitalismo inglés con ese desenlace. La industria textil peruana renacería sin embargo años después, con la fábrica de Vitarte.

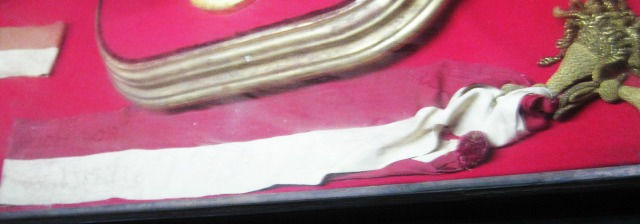
La banda presidencial de Ramón Castilla.

Es de mencionar también la fábrica de tejidos de seda instalada en Lima, de propiedad de José de Sarratea, un acreedor del Estado de la época de la independencia, que pidió como compensación un edificio que servía de aduana, en la actual avenida Abancay, donde tiempo después se construiría la sede del Ministerio de Hacienda (actualmente es sede del Ministerio Público - Fiscalía de la Nación). Sarratea instaló allí su fábrica y trajo modernas maquinarias. El primer trabajo que hizo fue una banda presidencial, que fue obsequiada al presidente Castilla, y unos guantes para el arzobispo de Lima Francisco Xavier de Luna Pizarro.
También se fundó una fábrica de tejidos de algodón en Ica por obra de los empresarios Pedro Lloyd, Juan José Zambrano y Clemente Basilio Moyano.

## Proceso electoral de 1850

### Los candidatos a la presidencia
Para las elecciones de 1850, se presentó como candidato el general José Rufino Echenique, con el apoyo de los sectores conservadores del país. Echenique era uno de los militares vivanquistas que Castilla había asimilado a su gobierno. Había sido dos veces presidente del Consejo de Estado (cargo equivalente al de primer vicepresidente de la República) y aunque en algún momento Castilla sospechó que había conspirado en su contra, ambos acabaron por reconciliarse. Contaba también Echenique con la ventaja de ser aristócrata y poseer fortuna, además de tener un carácter caballeroso, exento de crueldad y rencor, lo que le atraía fácilmente adeptos.
También se presentó como candidato el general Manuel Ignacio de Vivanco, el antiguo titular del Directorio que fuera derrocado por la revolución encabezada por Castilla en 1843. Tras su derrota en Carmen Alto, Vivanco había marchado a Ecuador, donde se dedicó a la agricultura en la región de Manabí. En 1849 retornó al Perú al amparo de la ley de amnistía dada en 1847. Contaba con el apoyo incondicional del pueblo de Arequipa, de sus antiguos partidarios del Directorio y de un sector de los opositores al gobierno de Castilla. Obtuvo incluso autorización para visitar en Palacio de Gobierno al presidente Castilla, en el aniversario de la batalla de Ayacucho. Los dos enconados rivales de antaño se exhibieron juntos en el teatro, sentados en el palco presidencial, donde se hallaba también la esposa de Castilla, la señora Francisca Diez Canseco.
Otro personaje que se presentó como candidato fue Domingo Elías, el líder civil y empresario agrícola iqueño, que había irrumpido en la escena política con ocasión de aquel episodio de resistencia civil de la ciudad de Lima conocido como la Semana Magna. Su candidatura fue lanzada por el Club Progresista, el primer ensayo de partido político que tuvo el Perú, apoyado por hombres de negocios e intelectuales liberales.
Otra candidatura fue la del mariscal Miguel de San Román, que había regresado al país luego del voto de indemnidad que favoreció a los conspiradores de 1849. Enemistado con Castilla, San Román, por el momento, no volvió a tener relación con él y rechazó toda propuesta de fusión o alianza que le hicieron separadamente los demás candidatos. Era el más débil de todos los candidatos y así se reflejaría en el resultado final.
Finalmente, también postularon, aunque con nula opción de triunfo, los generales Antonio Gutiérrez de la Fuente, Pedro Pablo Bermúdez y José Félix Iguaín.
El candidato con respaldo del gobierno era Echenique. Él mismo relató en sus memorias que las autoridades, en toda la República, recibieron instrucciones de apoyar su candidatura.  Pero la campaña pronto se desató en insultos e improperios entre echeniquistas y vivanquistas. A Echenique se le acusó de tener nacionalidad boliviana, aprovechando el hecho de que se había extraviado el libro que guardaba su partida de bautizo en Puno. Al parecer, todo este revuelo preocupó a Castilla, que acarició entonces la idea de prorrogarse en el mando, buscando alguna salida legal para ello. Pero finalmente decidió continuar brindando su apoyo a Echenique.

### El proceso electoral
A decir del historiador Jorge Basadre, las elecciones de 1851 fueron el primer proceso electoral verdadero de la historia republicana del Perú. Hubo varios candidatos, exhibición pública de fuerzas, formulación de programas, propaganda, campañas periodísticas cargadas de lisonjas al candidato propio y llenas de denuestos hacia el rival. Y hubo también serios indicios de malas maniobras de parte del gobierno para favorecer a su candidato preferido.
La elección era indirecta, a través de los Colegios Electorales. Para asegurar el triunfo de un candidato, había que adueñarse a la fuerza de las mesas donde los ciudadanos debían escoger a los electores. Estos, reunidos en Colegio, en las distintas circunscripciones, designaban a su vez al presidente de la República así como a senadores y diputados. El 17 de febrero de 1850 se realizaron las elecciones parroquiales de Lima para el Colegio electoral de la provincia. Llegaron a la capital hombres "de acción" que ocasionaron reyertas sangrientas para ganar los colegios parroquiales; hubo hasta 40 muertos, entre ellos el general Coloma, así como numerosos heridos. El gobierno tuvo que imponer el orden bajo amenaza de suspender el proceso electoral. Los Colegios electorales de provincia sufragaron el 20 de diciembre de 1850.

### El asunto de los cien días
Antes del traspaso de mando, se presentaron dos problemas muy serios: la controvertida nacionalidad de Echenique y el asunto de los cien días. Esto último se refería a una polémica surgida sobre la duración del periodo presidencial. El mandato de Castilla, por ley, debía durar seis años. Como había asumido el 20 de abril de 1845, por interpretación lógica debía terminar en 20 de abril de 1851. Pero de acuerdo a la Constitución, el presidente electo debía asumir el día 28 de julio, juntamente con el nuevo Congreso elegido. Quedaba así un lapso de cien días en que no quedaba claro quién debía asumir el gobierno. Castilla sostenía que a él le correspondía completar ese periodo; otra posibilidad era que el presidente del Consejo de Estado, que oficiaba de primer vicepresidente, fuese el que asumiera interinamente, pero se daba el caso que Echenique, el candidato al que se daba ya por triunfador de las elecciones, era quien ejercía ese cargo.
Bartolomé Herrera, que por entonces era el presidente del Congreso, advirtió a Castilla que debía traspasar el mando el 20 de abril de 1851, lo que molestó mucho al presidente, pues consideró que el ex rector de San Carlos lo estaba tratando como a un colegial. El Consejo de Estado, por su parte, le dio la razón a Castilla, de que él debía completar ese periodo de cien días. Pero Castilla decidió seguir el consejo de la oposición: convocar a un Congreso Extraordinario que debía decidir sobre ambos temas controversiales, la nacionalidad de Echenique y los cien días. Al aparecer, contaba con que ese Congreso le daría la razón en el tema de los cien días, lo que no ocurrió.

### El Congreso Extraordinario de 1851. Traspaso del poder
El Congreso Extraordinario se reunió entre el 20 de marzo y el 20 de abril de 1851. Durante su inauguración, Castilla dio su último mensaje en el que hizo una síntesis de su labor gubernamental.
En cuanto al tema del lugar de nacimiento de Echenique, la comisión congresal rechazó los cuestionamientos a su nacionalidad peruana. Consideraba que Echenique ya había asumido dos veces la presidencia del Consejo de Estado, y que en su momento no se hizo algún cuestionamiento de ese tipo; además presentó documentos que lo sindicaban como nacido en Puno, aunque reconociendo que la partida de bautizo estaba extraviada. Al respecto, el general Iguaín consideró falsas o contradictorias esas pruebas mostradas y retó a Echenique a un duelo a muerte. Por este incidente, Iguaín fue sometido a proceso en el fuero militar y encarcelado en el cuartel de Santa Catalina, donde, víctima de una enfermedad falleció meses después, ya bajo el gobierno de Echenique.
En lo referente a los cien días, el Congreso determinó que el periodo de Castilla debía terminar el 20 de abril, día que debía instalarse el nuevo gobierno, conjuntamente con el nuevo Congreso. También se encargó de revisar las actas electorales. De acuerdo al cómputo oficial, el total de electores fue de 3804. De ellos 2392 votaron por Echenique, 609 por Elías, 326 por Vivanco, 242 por San Román, 52 por Bermúdez, 33 por La Fuente, uno por Iguaín y el resto fue voto nulo o viciado. Fue así como Echenique, con respaldo del gobierno de Castilla, obtuvo el triunfo electoral.
Echenique recibió pues el mando el 20 de abril de 1851 y su gestión se convirtió de alguna manera en la prolongación del primer gobierno de Castilla.
| Predecesor: Gobierno de Manuel Menéndez | Gobierno del Perú 20 de abril de 1845 - 20 de abril de 1851 | Sucesor: Gobierno de José Rufino Echenique |